# Novo Exército
O Novo Exército (chinês tradicional : 新軍, chinês simplificado : 新军; pinyin : Xīnjūn, manchu: Ice cooha), mais completamente chamado de Exército Recentemente Criado (新建陸軍, Xinjian Lujun [a][b]), foi o corpo de exército modernizado e combinado formado sob a Dinastia Qing em dezembro de 1895, após sua derrota na Primeira Guerra Sino-Japonesa . Foi concebido como um exército regular e profissional, totalmente treinado e equipado de acordo com os padrões ocidentais, com uma reserva. Em 1903, um decreto imperial expandiu-o para 36 divisões de 12.500 homens cada, ou um total de 450.000 em tempos de paz, suplementados por mais 523.000 reservistas em tempos de guerra, embora nunca tenha atingido uma força acima de 300.000.   

## 1895-1897

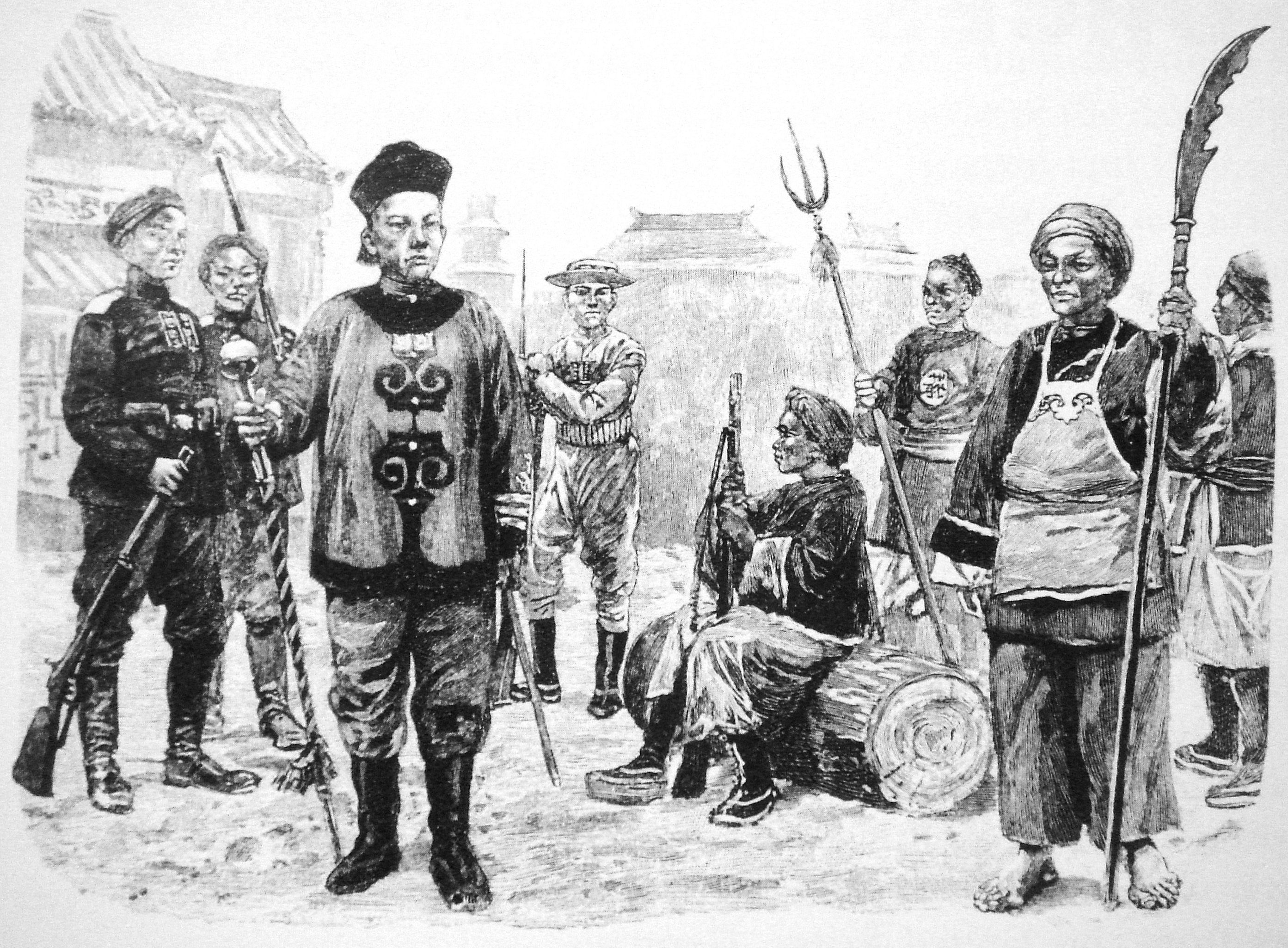
Soldados chineses em 1899–1901. Esquerda: três soldados de infantaria do Novo Exército Imperial. Frente: tambor-mor do exército regular. Sentado no tronco: artilheiro de campanha. Direita: Boxers.

Houve um precursor do esforço de modernização do exército chinês, criado antes do fim da Guerra Sino-Japonesa: em fevereiro de 1895, a Corte Qing reuniu seu Dingwu ou Exército de Pacificação (定武軍, Dingwu jun), composto por 10 batalhões ou ying (営), totalizando 4.750 homens. Isto foi inicialmente organizado por  Hu Yufen, auxiliado pelo conselheiro alemão Constantin von Hanneken, esta força foi, no entanto, após 1 ano de treinamento, considerada como não tendo sido treinada o suficiente para os padrões ocidentais.    [c]
O comando deste Exército de Pacificação foi entregue a Yuan Shikai em meados de dezembro de 1895,  [d] [e] e em poucos meses  foi renomeado como Exército Recentemente Criado (新建陸軍, Xinjian Lujun) e expandido para 7.000 homens.   (O recém-criado exército de Yuan mais tarde se tornaria a Divisão Direita do Exército de Guardas (Wuwei Youjun)).  
As despesas mensais da brigada eram de 70.000 taéis (840.000 taéis anualmente). 
O Exército Recentemente Criado (ou simplesmente Novo Exército), que tinha 7.000 homens, tornou-se o mais formidável dos três grupos de exércitos estacionados perto de Pequim e se mostrou eficaz contra os Boxers na província de Shandong. Yuan se recusou a obedecer às ordens da Corte Imperial para interromper a repressão aos Boxers quando a Aliança das Oito Nações invadiu a China durante a rebelião e se recusou a obedecer às ordens de lutar contra a aliança.
O Novo Exército foi gradualmente expandido e modernizado nos anos seguintes. Yuan tornou-se cada vez mais desrespeitoso com a dinastia e leal apenas ao partido do qual se beneficiava; sua deserção para Cixi contra o Imperador Guangxu foi um grande golpe para a Reforma dos Cem Dias. Depois de 1900, as tropas de Yuan eram a única milícia em que a corte Qing podia confiar em meio às revoltas revolucionárias por toda a China.
Após a desgraça de Li Hongzhang na Primeira Guerra Sino-Japonesa, o Manchu Ronglu foi nomeado comandante-chefe das forças em Zhili e, eventualmente, vice-rei de Zhili em 1898. Ele também foi ministro da guerra durante a maior parte desse período. 

### Reforma geral
Durante e após a(s) derrota(s) Qing na Primeira Guerra Sino-Japonesa, muitas autoridades defenderam a reforma militar. Hu Yufen, um oficial progressista, defendeu que um exército completamente novo fosse treinado e criado, com 50.000 na região de Beiyang, 30.000 na região de Nanyang, 20.000 em Guangdong e Hubei, com as outras províncias criando 10.000 cada. Para um total de 250.000 soldados (a Manchúria ainda não tinha sido organizada em províncias). 
Constantin von Hanneken, um conselheiro alemão do exército Qing, propôs recrutar 100.000 homens. Essa recomendação foi apoiada pelo Duban Junwu chu, ou o conselho de guerra reunido durante a guerra. Em seguida, ele memorializou o Grande Conselho pedindo reformas, enquanto os Manchus do Conselho apoiaram a reforma, os membros Han não. 
Em resposta à proposta de von Hanneken, Sheng Xuanhuai propôs que, devido ao gasto do Estandarte Verde e do Yong YIng, que somava mais de 20 milhões de taéis cada, anualmente, seria melhor dissolver essas forças, que somavam cerca de 800.000 homens, e substituí-las por 300.000 tropas de estilo ocidental, recrutadas de acordo com as condições locais, semelhantes à ideia de Hu Yufen. No entanto, o Zongli Yamen respondeu que dissolver um exército tão grande seria extremamente difícil e manifestou-se a favor de um programa de reforma mais gradual, com a modernização a ser alargada às forças existentes. 

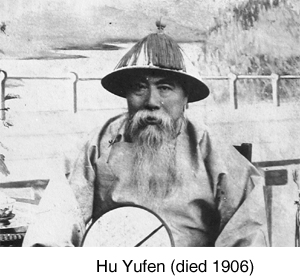
Hu Yufen, um proeminente defensor da reforma militar

O Trono aprovou a criação de 2 brigadas de estilo alemão, mas ao contrário das reformas anteriores, esta não era uma mera cópia de exercícios e armas, mas seguia os padrões de organização alemães, bem como o treinamento e as táticas alemães, além de exercícios e armamento. Estes eram o Exército de Auto-Fortalecimento de Zhang Zhidong e o Exército Recém-Criado de Yuan Shikai. 

### 8 Estandartes
É importante notar que, apesar das críticas ao antigo e ineficiente Estandarte Verde e ao Yong Ying serem comuns, não houve propostas imediatas de reforma dos 8 Estandartes pelos oficiais Han, os Manchus ainda guardavam de perto os 8 Estandartes. 
No final de 1895, Yinchang recebeu ordens de escolher e instruir oficiais manchus na academia militar de Tianjin, prevendo que eles assumissem o comando. 

### Educação militar
Zhang Zhidong declarou em 1896, em um memorial ao Trono, que a razão da preeminência militar alemã era a educação universal de seu corpo de oficiais e solicitou que uma academia militar e uma escola ferroviária fossem estabelecidas em Nanquim. Isso foi aprovado e Zhang organizou o treinamento de 150 cadetes chineses sob instrução alemã em um curso de 3 anos envolvendo técnicas, estratégia, táticas de infantaria, engenheiros de artilharia e artilharia de fortaleza e de campanha, topografia e cartografia. A escola ferroviária matriculou 90 alunos. Zhang já possuía experiência relevante na educação de oficiais por meio de academias, tendo introduzido um programa semelhante para educação de oficiais em Liangguang durante o Movimento de Autofortalecimento. A academia militar de Nanquim custava 40.000 taéis anualmente, sem incluir a escola ferroviária anexa.  

### Exército recém-criado e Yuan Shikai
Yuan foi nomeado comandante da brigada em dezembro de 1895 e imediatamente iniciou a reforma da unidade. A infantaria foi dividida em 2 regimentos com 2 a 3 batalhões cada, a artilharia em 2 regimentos com 2 a 3 batalhões cada, com um QF, componentes pesados e de reserva, a cavalaria em 4 tropas e os engenheiros em 6 grupos com base em suas tarefas. O limite máximo de 7.000 homens foi rapidamente alcançado pela unidade. Uma escola de língua alemã foi criada e três oficiais estrangeiros instruíram a cavalaria, a artilharia e a infantaria; a organização superior e os componentes do estado-maior da unidade também foram ocidentalizados, assim como a manutenção das comunicações telegráficas e a introdução de combates noturnos, algo anteriormente evitado pelos exércitos chineses. Para combater a corrupção, Yuan instituiu um novo sistema em que os oficiais entregavam pessoalmente seus fundos aos soldados sob seu comando, no próprio QG de Yuan, sob sua supervisão pessoal. Yuan, tal como Zhang, foi um dos poucos oficiais chineses que não só pagou bem às suas tropas, como também as pagou a tempo. 

### Ritmo da reforma
A incompetência dos oficiais e as deficiências técnicas dos militares eram rotineiramente atacadas pelos censores imperiais e o Trono ordenou que o Conselho de Guerra deliberasse sobre a questão da modernização do corpo de oficiais, algo que não foi corrigido até vários anos depois com a abolição do exame militar. 
O ritmo da reforma e sua extensão foram diluídos e retardados pela corrupção, favoritismo e negligência geral na burocracia e o trono frequentemente emitia decretos e exigia que os burocratas demitissem os velhos, incompetentes e fracos e os denunciassem ao Conselho de Punição, mas os burocratas raramente faziam isso, em vez de protegerem uns aos outros, especialmente em níveis mais altos, o que não criava um ambiente propício para a reforma. 
Apenas pequenos aumentos no número de tropas modernizadas foram feitos no período de 1897 até a rebelião dos Boxers, enquanto o apoio à reforma foi quase universal, mesmo entre os generais tártaros a extensão real da reforma foi mínima. O general tártaro de Heilongjiang até elogiou a capacidade de suas forças em lutar contra bandidos e sua falta de reforma, ao mesmo tempo em que admitia que seriam inúteis em combate real. Além disso, lanças e arcos ainda eram comuns e o general de Heilongjiang reclamou que era muito caro equipar toda a sua força com rifles e, em vez disso, pediu permissão para fazer jingals carregados pela culatra, uma arma de custo semelhante. 

### Outros exércitos
O general Nie Shicheng pegou 30 batalhões de yong ying e os organizou em uma força de 15.000 homens com base nos padrões organizacionais alemães e estabeleceu uma escola militar onde dois alemães ensinavam línguas e assuntos técnicos. No entanto, o exército de Nie, embora melhor do que outros exércitos chineses, não se aproximava do de Yuan ou Zhang. 

### Finanças
As estimativas para a receita do governo central variam de 87.979.000 taéis a 92.285.000, com cerca de metade do valor (45 milhões de taéis) indo para as forças armadas, incluindo todas as formas de despesas navais e terrestres. O custo estimado dos exércitos, marinhas e fortalezas locais foi de 27.00.000 taéis, com 10.000.000 para as frotas de Beiyang e Nanyang e 8.000.000 para os fortes e seus canhões. O Conselho de Guerra e o Conselho de Receitas relataram conjuntamente que o custo da milícia, do Exército de Defesa, das forças disciplinadas e das tropas de novo estilo custou mais de 20.000.000 de taéis. Os únicos números precisos são os de gastos com os arsenais em 3.385.000 taéis. O padrão verde, incluindo as forças disciplinadas (o padrão verde modernizado), estava custando 10.000.000 taéis anualmente e os vassalos 4.000.000 taéis e 1.000.000 piculs de arroz (60.000.000 kg). A razão para o número de avarias exceder o total deve-se à sobreposição significativa entre unidades e, portanto, aos seus números e aos seus custos relacionados, com as províncias muitas vezes a subsidiar outras províncias e o governo central também a subsidiá-las, enquanto algumas províncias forneciam e recebiam subsídios, por exemplo, em 1894, Zhejiang forneceu não só o seu próprio exército, mas também o dos Manchu e dos Chineses em Pequim, a frota de Beiyang e o custo da reorganização na Manchúria. 

## 1898-1900

### Reforma dos Cem Dias
A reforma dos 100 dias iniciada pelo imperador Guangxu também afetou os assuntos militares, pois o imperador desejava uma reforma abrangente do estado. O Trono reclamou da falta de reformas promulgadas nas províncias, especialmente da corrupção contínua e do inchaço militar causados por listas de convocação infladas e da falha em dissolver o Exército do Padrão Verde. No mesmo decreto, o Trono exigiu que novas milícias locais e unidades de voluntários fossem criadas e substituíssem o Padrão Verde. Essa foi a mesma abordagem usada 30 anos antes por Zeng Guofan e, embora pudesse ter trazido um aumento temporário ao poder militar, inevitavelmente retornaria à corrupção e à estagnação, como aconteceu com Yong Ying. No entanto, o trono aprovou um decreto, por recomendação de Hu Yufen, para abolir o exame militar, que foi acordado para ser extinto até 1900. A Força de Campo de Pequim, com 10.000 homens, abandonada desde 1865, deveria receber um curso de atualização em treinamento no estilo ocidental. Entretanto, quando o experiente e politicamente mais capaz Príncipe Gong (que evitou despertar a ira dos conservadores) faleceu, o ritmo das reformas acelerou ainda mais. Weng Tonghe, antigo tutor do Imperador e um conservador, o último conselheiro do Imperador, foi demitido, deixando o Grande Conselho inteiramente nas mãos dos reformadores. No entanto, o Imperador manteve Ronglu, um conservador, como vice-rei de Zhili, um erro do qual ele se arrependeria, e sua posição no Conselho de Guerra foi dada ao conservador K'ang-i. O Imperador chegou a discutir a possibilidade de ordenar que os vassalos, que eram um peso para o tesouro do estado, adotassem uma ocupação diferente e não vivessem somente do subsídio estatal que lhes era dado. O Trono também ordenou que as províncias dissolvessem os soldados inúteis e as províncias se opuseram, algumas contrapropuseram a redução da milícia e das tropas do Padrão Verde ou declararam que haviam reduzido suas forças militares a ponto de qualquer redução adicional constituir um perigo. Em última análise, pouca reforma militar foi promulgada pelo Imperador Guangxu durante o breve período de reforma. 

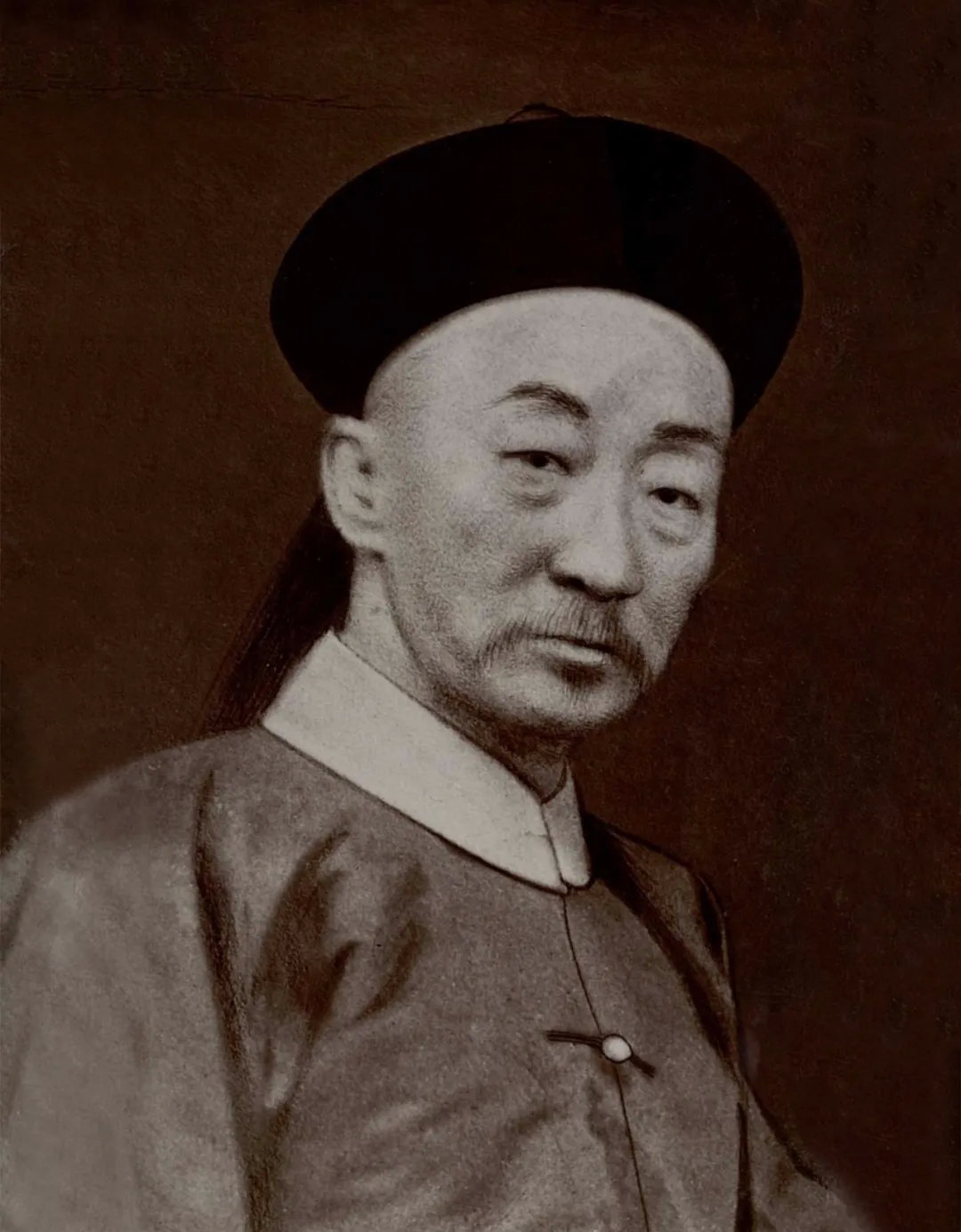
Ronglu, um importante oficial militar manchu e comandante nominal do Corpo de Wuwei

Uma proposta de treinamento militar universal foi proposta e aprovada pelo Imperador, no maior afastamento da organização militar tradicional, com todos os homens de uma determinada região recebendo treinamento militar e então atuando como uma força de reserva nacional para o exército. A proposta foi promulgada com mais fervor no sudeste da China, particularmente em Guangxi e Guangdong, onde a força dos reformistas era mais aparente. Entretanto, o Trono ainda não assumiu a liderança nem mesmo neste programa de reforma, em vez disso, delegando o programa aos vice-reis e governadores que nas décadas anteriores falharam em cumpri-lo, portanto era provável que este programa também terminasse em fracasso. O Imperador também decretou a adoção de exercícios modernos e que eles deveriam possuir verdadeira disciplina e armas modernas, sendo as armas tradicionais descartadas. O Imperador levou a Imperatriz Viúva Cixi para inspecionar novas unidades do exército, mas isso não impediu o Golpe contra o Imperador.  

### As reformas de Cixi
Após o golpe, Cixi começou a melhorar seu controle sobre os militares, principalmente mantendo o comando descentralizado dos militares para negar a qualquer oficial muito poder militar e, ao mesmo tempo, aumentando as forças sob seu comando e aquelas sob o controle dos manchus. Ela continuou a adotar exercícios ocidentais e a importação de armamento, mas os serviços de apoio necessários para um exército moderno continuaram negligenciados. Cixi continuou e reeditou os decretos sobre a dissolução de unidades antigas, porém elas continuaram a existir junto com as unidades mais novas, modernas e de estilo ocidental, o que gerou um grande custo que dificultou futuras reformas, já que as finanças do estado não conseguiam sustentar simultaneamente um grande exército moderno e um exército muito grande e não modernizado. Cixi, no entanto, manteve a lealdade das tropas, algo que o Imperador Guangxu não conseguiu alcançar, pois ela generosamente deu dinheiro às tropas de Yuan, Dong e Nie para seu apoio contra o Imperador Guangxu e seus reformadores. 
Ronglu, um manchu, recebeu um poder militar sem precedentes, sendo nomeado simultaneamente Grande Conselheiro, Controlador do Conselho de Guerra e Comissário Imperial sobre as forças de Song Qing, Yuan Shikai, Nie Sicheng e Dong Fuxiang, centralizando assim todas as forças ao redor da capital sob um oficial manchu leal. O comandante das forças na região de Beiyang (a área ao redor da baía de Bohai), o novo vice-rei manchu, iria auxiliá-lo. Cixi não estendeu essa centralização para as outras províncias, mas deu continuidade ao programa de serviço militar universal, ordenando que as autoridades incentivassem tais organizações e contratassem ex-bandidos e criminosos, dando-lhes uma carreira legítima nas forças armadas, o que não era propício para um exército eficaz, mas era mais barato do que lutar contra os bandidos. Cixi restabeleceu o exame militar no caminho para a abolição por ordem de Guangxu, adicionando uma categoria sobre armas de fogo, além de arco e flecha e esgrima, ela também recusou um pedido para abolir disciplinas técnicas nas faculdades provinciais e escolas modernas. 
K'ang-i, o presidente do Conselho de Guerra, foi enviado em uma viagem de inspeção em 1899 para melhorar as defesas de Liangguang e arrecadar dinheiro no aspecto financeiro. Ele teve sucesso e recebeu o apelido de "alto extorsor imperial" pela imprensa estrangeira. 

#### Corpo de Wuwei

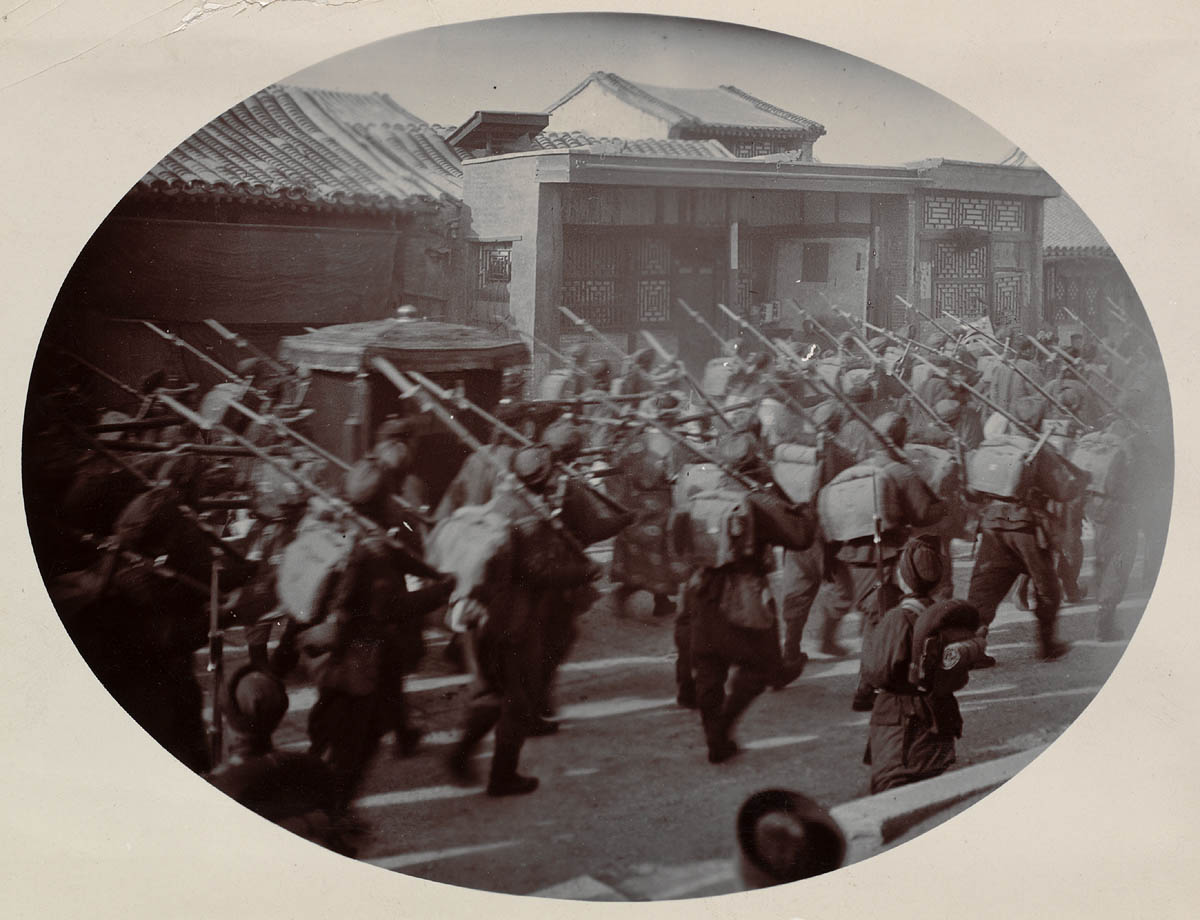
Tropas do Corpo de Wuwei escoltando a Imperatriz Viúva Cixi.

Ronglu propôs ao Trono que o Corpo de Wuwei fosse formado por 4 divisões (posteriormente expandidas para 5 com a divisão central adicional). O Trono concordou e o Corpo foi formado com 5 divisões, sendo a central sob Ronglu, a Frente de Nie Shicheng, treinada por alemães e depois por russos e armada com rifles Mauser, artilharia e metralhadoras Maxim, mas mal disciplinada, a Esquerda de Song Qing possuía armas semelhantes à divisão da Frente, a Retaguarda de Dong Fuxiang mal equipada e armada, mas potencialmente útil, e a Direita de Yuan Shikai, das 5 divisões, Yuan era considerada a melhor força entre todas. Cixi ordenou ainda o treinamento de 12.000 soldados do exército de Anhui e 19.000 soldados do exército disciplinado para mais 31.000. 
| Divisão    | Força no papel | Força real              | Localização |
| ---------- | -------------- | ----------------------- | ----------- |
| Centro     | 10.000         | Consideravelmente menos | Nanyuan     |
| Frente     | 13.000         | 13.000                  | Lutai       |
| Esquerda   | 20.000         | 10.000                  | ...         |
| Retaguarda | 10.000         | 10.000                  | ...         |
| Direita    | 10.000         | 10.000                  | ...         |

As 5 divisões deveriam ter 8 ying (batalhões), 5 de infantaria e 1 de cavalaria, artilharia e engenheiros. Cada divisão também deveria ter um batalhão de treinamento anexado, com cada batalhão tendo 4 companhias de 250 (as formações antigas tinham seu Ying nominalmente em 500, na prática em torno de 300). Novamente, os objetivos não foram alcançados e apenas as divisões Centro e Direita realmente se conformaram com a nova organização. Ronglu também obteve grandes quantias de fundos, cerca de 400.000 taéis, do Hubu para sua força de 10.000 (no papel), simultaneamente, o exército Banner, com pelo menos 200.000 e potencialmente até 350.000 homens, tinha menos de 5 milhões de taéis e muitos oficiais foram transferidos de todo o império para este exército a pedido de Ronglu. 

#### Importação de armas 1895-1900
O governo Qing reconheceu a fraqueza de sua indústria nacional de armamentos e buscou importações estrangeiras para preencher a lacuna. Em 1899, o Exército Imperial encomendou 460.000 rifles Mauser e 3.000.000 de cartuchos e em 1900 os Qing importaram cerca de 207 metralhadoras, 71 canhões de fortaleza e 123 canhões de campanha, com outros 200 canhões de montanha Krupp sendo encomendados. 

## 1901-1903

### Comando e educação
Zhang Zhidong e Liu Kunyi propuseram em conjunto a formação de um Estado-Maior Imperial modelado no equivalente japonês e que o chefe do Estado-Maior fosse um soldado profissional competente, não apenas um nobre ou membro de um clã imperial. Isso poderia ter centralizado as forças militares e permitido uma padronização de treinamento, pagamento e equipamento, e se tornado um motor de reforma, no entanto, o Trono não aprovou isso até 1909. Embora os dois oficiais tenham conseguido que o Trono abolisse o exame militar em 1901, substituindo-o pela aplicação direta aos exércitos provinciais pelo 2º e 3º escalão e aguardasse a matrícula em escolas militares na expectativa de seu estabelecimento, para obter um fluxo constante e grande de oficiais treinados, um decreto determinou que todas as províncias abrissem academias militares e aquelas com academias (Yuan, Zhang e Liu) deveriam criar um regulamento nacional sobre educação militar.  Em 1902, até mesmo os vassalos foram obrigados a frequentar as escolas militares, embora os guardas imperiais ainda fossem testados em sua proficiência com o arco. 

### Reforma organizacional
O trono também ordenou mais uma vez a desmobilização do Estandarte Verde e da milícia para uma força mais eficiente, dispensando os inúteis. As forças restantes seriam então organizadas em um exército permanente (Changbei Jun), uma primeira reserva (Xubei jun) e uma gendarmaria (Xunjing jun). Unidades do exército permanente deveriam proliferar gradualmente por todo o Império e, mais tarde, formar o novo exército (Lujun). As reservas serviam como um refúgio seguro para as unidades antigas, permitindo que continuassem existindo, apesar das repetidas ordens de dissolução. Em 1902, o Trono informou as províncias mais uma vez sobre sua intenção de desmobilizar a maior parte do Estandarte Verde e que as terras anteriormente destinadas à manutenção de soldados em substituição ao pagamento seriam devolvidas ao Trono. Os decretos de reforma não foram seguidos, pois o Trono se queixou em 1902 de que os generais, vice-reis e governadores manchus estavam a arrastar os pés. 
A crescente inutilidade dos vassalos estimulou o Trono a agir, pois o poder militar dos chineses Han se tornou cada vez maior. O Trono procurou equilibrar isso. Yuan Shikai recebeu ordens de treinar 3.000 vassalos e, mais tarde, foi planejado que mais 3.000 fossem treinados. Também houve rumores de que Ronglu iniciou o treinamento de 30.000 vassalos em 1901, mas sua morte acabou com isso antes mesmo de começar.  
O Trono também ordenou que o estandarte verde e os bravos fossem reduzidos em 20-30% no prazo de um ano. Dada a falta de números confiáveis, isso equivaleria a 200.000 a 400.000 homens dispensados pelo exército, uma grande redução equivalente a todos os exércitos permanentes de outros países. Dado que estas tropas tinham pouco valor militar real, isto representava uma grande medida de poupança de custos. 

### Exército de Beiyang
Yuan Shikai, como comandante do exército, recebeu ordens de formar duas divisões, uma das quais seria Manchu. Em vez disso, Yuan treinou uma divisão Manchu e preparou um corpo de quatro divisões, três das quais eram chinesas Han. As duas divisões iniciais formariam um Corpo de 19.120 homens organizados em 42 batalhões com um custo anual total de 2.387.600 taéis, sem incluir armamento. Yuan Shikai contratou instrutores e conselheiros japoneses e fundou muitas escolas que ofereciam cursos diversos, como topografia e balística, além de enviar cadetes para serem educados no Japão. 

### Exército de Hubei
Zhang organizou uma guarda pessoal de 7.750 homens treinados modernamente, organizados em 1 brigada de 11 batalhões, 8 de infantaria e 1 de cavalaria, artilharia e engenheiros. No entanto, o capitão Gadoffre relatou que havia 14.750 homens treinados no exterior, enquanto Zhang relatou 9.500 ao trono. Em Hubei, havia 15.700 tropas treinadas de forma moderna, incluindo 7.000 soldados e 42.000 soldados descritos como "coolies armados". Zhang também padronizou o armamento de suas forças usando o Arsenal Hanyang e armas importadas da Alemanha. Gaddofre também relatou que as unidades modernas eram proficientes em exercícios e no campo de parada, mas em exercícios e manobras sustentadas o controle sobre as unidades era interrompido, a artilharia era subutilizada em geral e a pontaria era medíocre. Zhang começou a transferir os oficiais modernos da sua guarda pessoal para as forças provinciais, apenas para que esses oficiais negligenciassem os seus princípios estrangeiros e voltassem aos seus velhos hábitos, o que estimulou a formação de escolas militares para oficiais comissionados e não comissionados. 

### Outras reformas provinciais
Liu Kunyi, como vice-rei de Liangjiang, controlou a vital região do baixo Yangtzé e começou a organizar novas forças militares. Liu usou o Exército de Defesa (yong ying) para organizar duas unidades permanentes do Exército; os 40 batalhões restantes seriam reorganizados como reservas de primeira classe. Entretanto, Liu manteve a organização tradicional em sua guarda pessoal; suas tropas eram mal treinadas e mal equipadas, e oficiais treinados não tinham permissão para entrar na formação. Liu também organizou escolas militares semelhantes às de Zhang Zhidong, mas usou graduados chineses dessas escolas para treinar seus homens, em vez de estrangeiros diretamente, e todos os oficiais abaixo da patente de tenente-coronel foram obrigados a participar de palestras sobre ciência militar. 
Em outras províncias, a modernização foi limitada ao passo de ganso alemão e à emissão de homens com rifles de repetição, embora os homens fossem organizados em exércitos permanentes e reservas de primeira classe em todo o império, mas não universalmente, e mesmo essa mudança foi muitas vezes apenas no nome e a nova organização não foi seguida. 

## 1904-1907

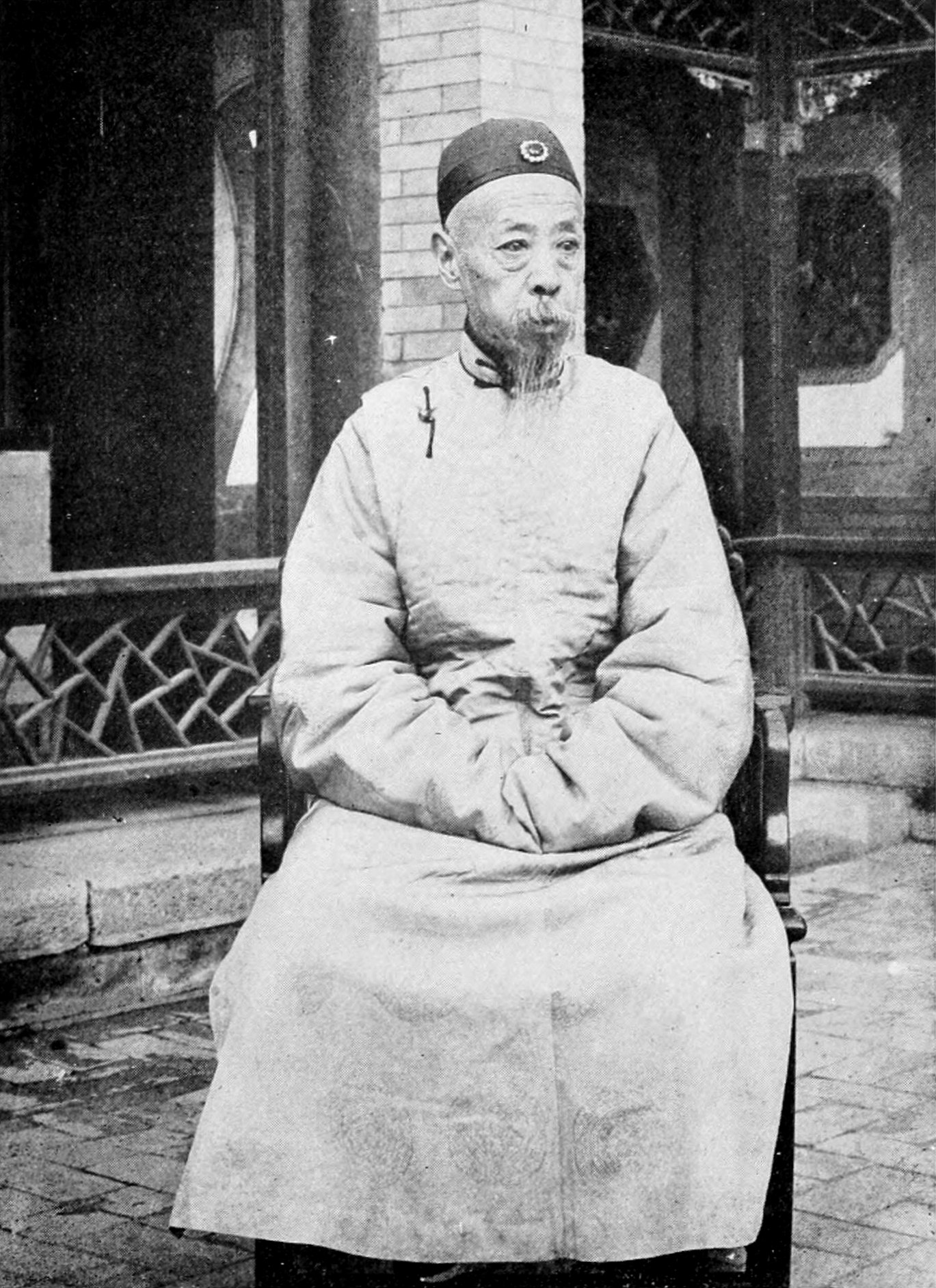
Príncipe Qing, diretor da comissão para a reorganização do exército.

As reformas anteriores foram consideradas insuficientes e, diante da guerra russo-japonesa, o Trono agiu de forma muito mais decisiva e formou a Comissão para a reorganização do Exército, menosprezando o fato de que, embora a reforma tivesse sido solicitada, pouco de substância havia sido alcançado e tornou-se necessário que o Trono centralizasse a reforma e a promulgasse centralmente. O príncipe Qing foi nomeado diretor e Yuan Shikai e Tieh'liang como diretores assistentes. 

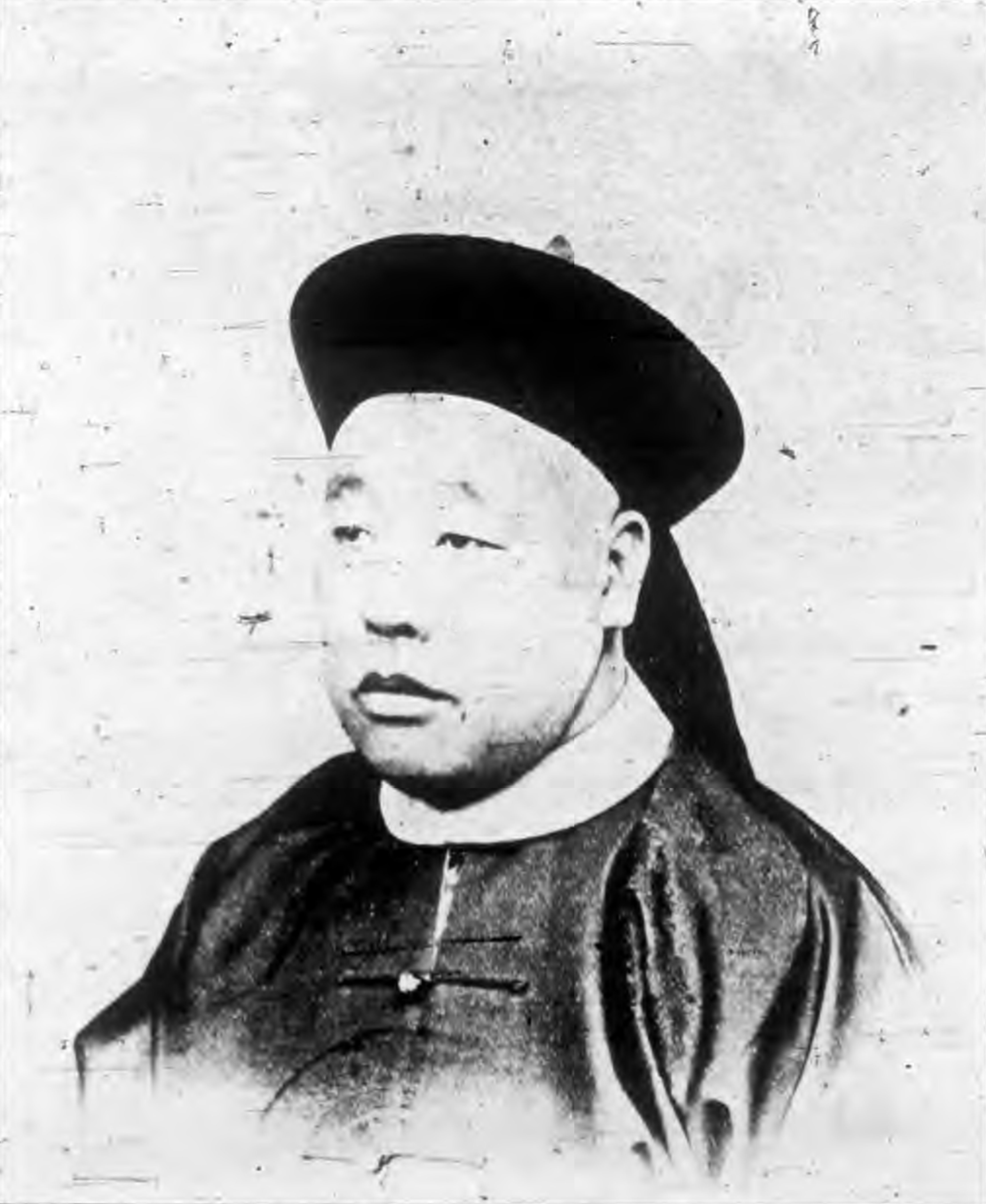
Tieliang, diretor assistente da comissão do exército e importante reformador militar.

### Organização

#### Lujun
Uma divisão do Changbei Jun consistiria em duas brigadas de infantaria, um regimento de cavalaria e artilharia, um batalhão de engenharia e transporte e uma banda. Cada brigada deveria possuir 2 regimentos que continham 3 batalhões e com 4 companhias por batalhão e 3 pelotões por companhia, e abaixo da força do pelotão a organização variava. Uma Brigada Mista possuía 2 regimentos de infantaria, um batalhão de artilharia e cavalaria e uma companhia de engenharia e transporte. Uma divisão de infantaria deveria possuir (excluindo oficiais) 12.500 homens, uma brigada 3.024, um regimento 1.512, batalhões 504 homens, companhias 168 homens e pelotões 42 homens. Um regimento de cavalaria deveria ter 864 homens (incluindo oficiais). Um regimento de artilharia deveria possuir 3 batalhões com 3 baterias cada, com cada bateria possuindo 141 homens (incluindo oficiais) e 6 canhões. Isso totalizou 54 armas e 1.269 homens.  
Uma tabela alternativa de organização é fornecida para a divisão: 
A divisão contém 2 brigadas de infantaria, cada uma com 2 regimentos e cada uma com 3 batalhões. Um regimento de artilharia com 54 canhões e 18 metralhadoras, um regimento de cavalaria com 12 esquadrões, 1 batalhão de engenheiros com 4 companhias, um batalhão de logística com 4 companhias, 51 músicos e uma quantidade não especificada de gendarmaria. Com 12.512 homens em tempos de paz e 21.000 em tempos de guerra.
Um batalhão de infantaria em tempo de paz contém 659 homens e, quando mobilizado, 1.240; uma companhia de 154 homens em tempo de paz e 299 em tempo de guerra. Um esquadrão de cavalaria com 81 homens. Um regimento de artilharia com 1.136 homens, um batalhão de engenheiros com 667 homens em tempo de paz e 1.250 quando mobilizado, uma companhia de logística com 748 homens em tempo de paz e 1.640 quando mobilizada.
Assim, uma divisão quando totalmente mobilizada incluiria 14.880 fuzileiros, 54 canhões e 18 metralhadoras, com 1.136 artilheiros, 1.250 engenheiros, 1.640 pessoal de logística, 972 cavalaria e 51 músicos, totalizando 19.927 efetivos, sendo o restante provavelmente constituído por oficiais de nível divisional e o gendarme associado. 
Uma divisão do Xubei jun deveria conter a mesma organização, mas seus regimentos tinham 2 batalhões em vez de 3, o que daria uma força total de 9.840 homens. O Houbei jun apenas colocou em campo uma brigada de 4 batalhões, com 2.016 homens, juntamente com sua divisão original. 

#### Xunfangdui
As tropas da reserva consistiam dos antigos Luying (tropas do Estandarte Verde) e Bravos (yong ying), que foram redesignados como tropas da reserva em 1907. As tropas de reserva serviriam como polícia militarizada em tempos de paz e como tropas auxiliares das tropas de linha em tempos de guerra. Cada província não tinha permissão para manter mais de 50 batalhões de infantaria ou cavalaria. Um batalhão de infantaria era composto por 301 homens e um batalhão de cavalaria por 189 homens e 135 cavalos. Assim, se uma província colocasse em campo apenas batalhões de infantaria, colocaria em campo 15.050 (331.100 a nível nacional) ou apenas 9.450 (207.900) de cavalaria. 

#### Gendarmaria
Elas funcionavam como a polícia militar do império. Um batalhão foi organizado em 1908, composto por 299 homens e 82 cavalos. 

### Proposta de Sir Robert Hart
Robert Hart, o Inspetor-Geral do Serviço Aduaneiro Marítimo Imperial, argumentou que a fraqueza Qing, que permitiu à Rússia e ao Japão travarem guerra na Manchúria, era devido à fraqueza fiscal. Por isso, ele propôs um imposto territorial uniforme a uma taxa baixa que renderia 400.000.000 de taéis à Dinastia, a ser controlado pelo Governo Central. Esse dinheiro seria usado primeiramente para formar 4 exércitos de 50.000 homens cada, com cada exército apoiado por reservas de primeira e segunda classe. Então, 3 esquadrões modernos de navios de guerra poderiam ser obtidos e o estabelecimento de 4 arsenais modernos poderia ser organizado para produzir equipamentos e 4 escolas militares para formar oficiais. O exército custaria 90.000.000 de taéis e 160.000.000 de taéis seriam gastos em bons salários para reduzir a necessidade de os funcionários dependerem da corrupção para se sustentarem. A proposta foi rejeitada devido à oposição provincial, embora não fosse revolucionária, pois propostas semelhantes anteriores foram feitas pelo Trono e pelos próprios funcionários, mas não foram postas em prática. 

### Relatório da comissão do exército imperial
O relatório pedia a implementação de um sistema militar de estilo ocidental e japonês na China e a manutenção de um meio termo entre gastos excessivos e insuficientes, respectivamente. O objetivo geral era a padronização e a modernização de todas as áreas do exército, desde a organização e o pagamento até o treinamento e o equipamento. O sistema básico de exércitos administrados pelas províncias, que poderiam ser mobilizados em tempos de guerra, foi mantido, mas com novas formações e apoiado por um sistema logístico centralizado. Assim, o recrutamento, o treinamento e as finanças das novas tropas eram mantidos pelas províncias, mas o comando geral era investido nos escalões mais altos do governo. A comissão detalhou as diversas fraquezas dos militares e maneiras de corrigi-las, com a notável exceção das 8 bandeiras. Cada província recebeu ordens para reunir um estado-maior provincial e uma brigada de novas tropas do exército. 
Recomendações da comissão:  
- Um corpo de oficiais especializados e educados para oficiais de linha e funcionários com oficiais treinados na academia, tendo prioridade com salários mais altos para cobrir seu custo de vida real e reprimir a corrupção.
- Um sistema de inspeções mais vigoroso
- Com a emissão de um livro de regulamentos detalhado detalhando a responsabilidade dos oficiais e seus deveres e para controlar as unidades de forma eficaz, a dependência de instrutores de treinamento deveria ser eliminada gradualmente quando os oficiais da academia fossem disponibilizados.
- Padrões rigorosos de recrutamento exigem que 20% dos soldados sejam alfabetizados para potencialmente se tornarem suboficiais. Apenas tropas com idade entre 20 e 25 anos e altura de 1,69m no norte da China e 1,63m no sul da China, capaz de levantar 60.33 kg com boa saúde e não viciado em ópio deveria ser recrutado.
- Um sistema de pensão em caso de morte ou invalidez e outro para ex-combatentes, incentivo ao espírito de corpo.
- Implementação de um serviço logístico e médico adequado, desde os primeiros socorros até os hospitais militares, e de uma cadeia logística capaz de operar desde os depósitos internos até as unidades de combate.
- A padronização dos equipamentos também foi destacada: as armas mais modernas, simples e duráveis seriam utilizadas pelo exército. Os uniformes foram padronizados com preto para o inverno e cáqui para o verão. Embora a meta da comissão de padronização em 5 anos fosse excessivamente otimista.
- O Exército (Lu-Jun) seria dividido em 3 categorias. O exército permanente (Changbei jun), as reservas de 1ª classe (Xubei jun) e as reservas de 2ª classe (Houbei jun). O serviço no Changbei jun era de 3 anos com um pagamento mensal de 4,2 taéis, o Xubei jun tinha um período de serviço de 3 anos com exercícios em horários determinados com pagamento de 1 tael por mês quando não estava servindo ativamente, e o Houbei jun tinha um período de serviço de 4 anos com menos treinamento atribuído com um pagamento mensal de meio tael, exceto quando estava servindo ativamente.
- A organização seria uma divisão de 12.512 homens (748 oficiais, 10.436 suboficiais e alistados e 1.328 de apoio). Um corpo deveria ter 1.595 oficiais e 23.760 soldados, com 4.469 cavalos e 108 peças de artilharia.
- Nomenclatura padronizada: Dajun para um exército, jun para um corpo, Zhen para uma divisão, biao para um regimento, ying para um batalhão (ou esquadrão de cavalaria), dui para uma companhia, tropa ou bateria e pai para um pelotão.
- A comissão estimou que uma única divisão custaria 1.300.000 taéis e um Corpo 2.778.222,76 taéis, excluindo armas, equipamentos e quartéis.
- 36 divisões seriam formadas até 1922, com uma força total de aproximadamente 450.000 e um custo de 48.000.000 de taéis. Isso foi posteriormente alterado para 1913.

#### Escolas militares
A Comissão e o Trono, por sua vez, aceitaram o fato de que esse novo exército exigiria um corpo de oficiais treinados e educados para ser útil e eficaz. Portanto, eles ordenaram conjuntamente o estabelecimento de escolas militares primárias em cada estado, quatro escolas intermediárias, uma escola para oficiais e uma Escola de Estado-Maior. Depois disso, houve planos para o estabelecimento de escolas técnicas e especializadas. No entanto, os suboficiais também foram alvos de educação, com escolas para suboficiais sendo criadas e batalhões de treinamento formados com o propósito expresso de treinar suboficiais. Para evitar que os oficiais superiores impedissem que os oficiais subalternos mantivessem o antigo pensamento militar, os oficiais superiores também deveriam receber instrução militar moderna nas capitais provinciais.

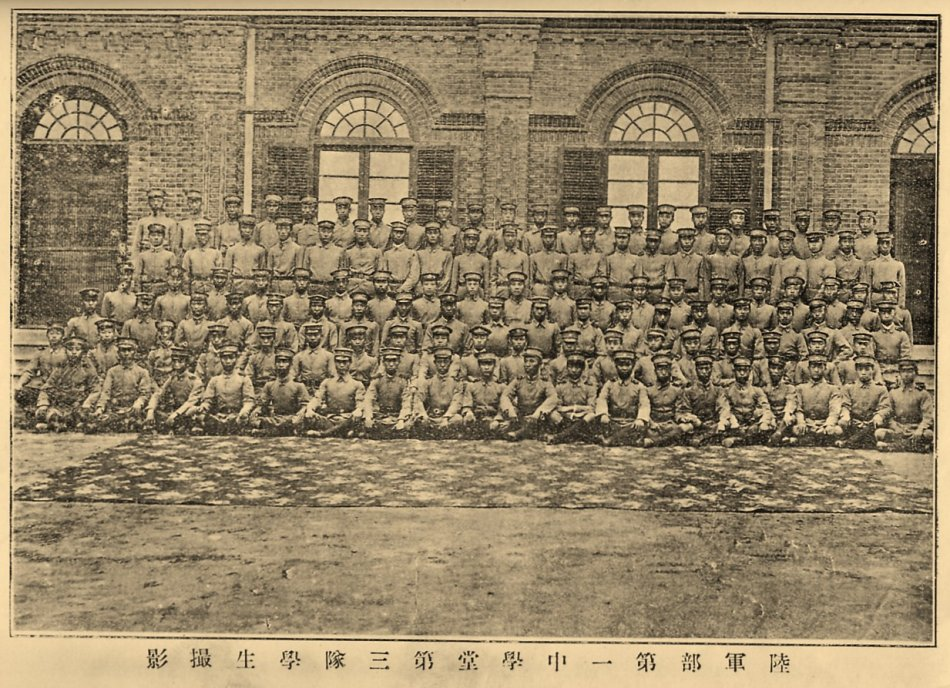
Um grupo de cadetes juniores do sistema escolar militar Qing.

O processo para criar um oficial começava aos 15 anos com a matrícula nas escolas primárias/secundárias de cada província; os oficiais e a capital sediavam uma dessas escolas, matriculando de 90 a 300 alunos cada; depois, eles se matriculavam como cadetes por 3 anos na escola militar básica para obter conhecimentos gerais e aprender os fundamentos das ciências militares; depois, eles frequentavam a escola intermediária por 2 anos (em Jiangsu, Shaanxi, Hubei e Zhili), que incluía um currículo civil e militar. Os cadetes seriam então obrigados a servir 4 meses nas fileiras e depois passar 18 meses na escola de oficiais em Baoding, que tinha um total de 1.140 oficiais matriculados, depois 6 meses adicionais nas fileiras e então receberiam sua comissão, desde que concluíssem o curso. Se os oficiais agora comissionados prestassem 2 anos de serviço excepcional, eles frequentariam o curso da Escola de Estado-Maior, que tinha um total de 40 alunos, por 2 anos e se tornariam Oficiais do Corpo de Estado-Maior. Este modelo de educação militar era semelhante ao usado no Japão contemporâneo e teria produzido oficiais competentes e educados de forma constante ao longo de uma década.  

#### Escola militar para príncipes e nobres
Esta escola militar oferecia treinamento de oficiais militares por 5 anos (reduzido para 3) para 120 alunos. Apenas certas pessoas privilegiadas foram autorizadas a participar, incluindo filhos de nobres, membros de clãs acima do 4º escalão, metropolitanos e provinciais manchus e oficiais militares e civis chineses de 2º escalão ou mais, com idade entre 18 e 25 anos. Aqueles que obtiveram a nota mais alta foram imediatamente comissionados como tenentes. 
| Patente do Novo Exército                                                                            | Equivalente                                           | Civil Chinês                                            | Comando                                               |
| Classificações concedidas apenas por decreto imperial                                               | Classificações concedidas apenas por decreto imperial | Classificações concedidas apenas por decreto imperial   | Classificações concedidas apenas por decreto imperial |
| --------------------------------------------------------------------------------------------------- | ----------------------------------------------------- | ------------------------------------------------------- | ----------------------------------------------------- |
| Da jiangjun                                                                                         | Marechal de Campo                                     | Grande Secretário                                       |                                                       |
| Zheng dutong                                                                                        | Tenente-General                                       | Zongdu (Vice-Rei)                                       | Jun (Corpo)                                           |
| Fu dutong                                                                                           | Major/Tenente-General[f]                              | Xunfu (Governador)                                      | Zhen (Divisão)                                        |
| Xie dutong                                                                                          | General de Brigada                                    | Bu Zhengshi (Vice-Governador)                           | Xie (Brigada)                                         |
| Zheng canling                                                                                       | Coronel                                               | An Zhashi (Comissário Judicial Provincial)              | Piao (Regimento)                                      |
| Fu canling                                                                                          | Tenente-Coronel                                       | Yan Yunshi (Controlador de Sal)                         | Nenhum (Vice-Comandante do Regimento)                 |
| Classificações concedidas normalmente                                                               |                                                       |                                                         |                                                       |
| Xie canling                                                                                         | Major/Capitão                                         | Taotai (Intendente)                                     | Ying (batalhão)                                       |
| Zheng junxiao                                                                                       | Capitão/Primeiro-Tenente                              | Zhi Lizhou (Subprefeito de Primeira Classe)             | Dui (companhia)                                       |
| Fu junxiao                                                                                          | Primeiro/Segundo-Tenente                              | Tong Pan (Subprefeito de Segunda Classe)                | pai (pelotão)                                         |
| Xie junxiao                                                                                         | Segundo/Subtenente                                    | Xianzhang (Magistrado Assistente)/ Zhixian (Magistrado) | ajudante de companhia                                 |
| Nota: ↑ onde os suplentes são fornecidos, o primeiro é fornecido por Powell e o último por Brunnert |                                                       |                                                         |                                                       |

### Implementação da reforma

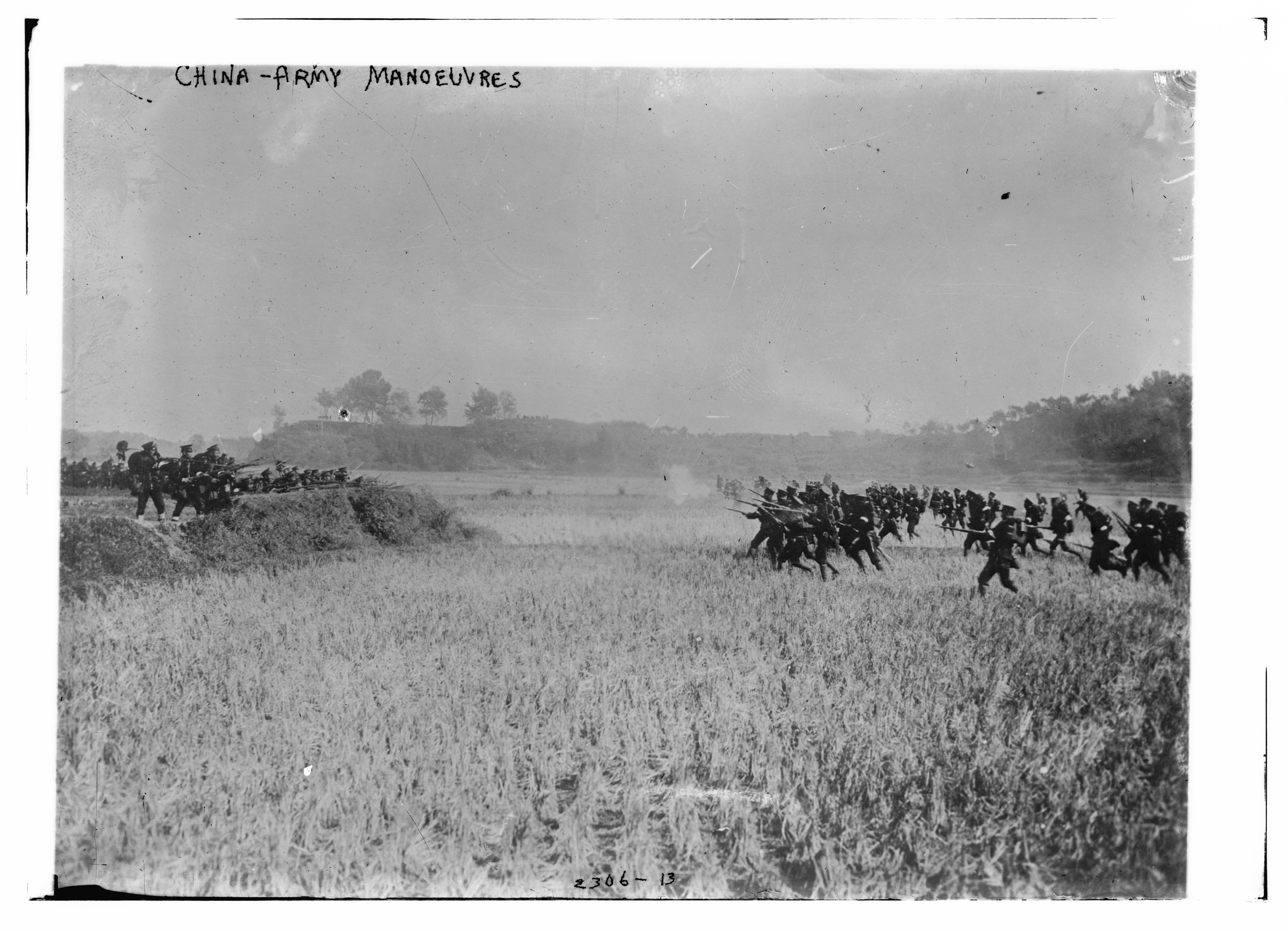
O Novo Exército praticando táticas de assalto, um campo de guerra no qual os exércitos Qing eram tradicionalmente vistos como deficientes.

#### Zhili
As reformas listadas acima foram a base teórica e a implementação da reforma na realidade diferiu muito na prática. Em 1904-1905, Yuan Shikai tentou recrutar 10.000 homens para aproximadamente uma divisão, mas foi bloqueado pelo conselho de receitas, pois o valor de 3.000.000 de taéis necessário era visto como um fardo muito pesado. Entretanto, Yuan, de acordo com o plano, começou a treinar um grande número de oficiais em suas escolas militares. À luz da guerra russo-japonesa, Yuan consolidou as forças díspares em Zhili, formando três divisões de chineses e uma brigada de vassalos que seria aumentada com batalhões adicionais. As tropas de Yuan receberam elogios, sendo comparadas às tropas americanas em termos de precisão e por estarem bem armadas com modernos rifles Mauser. Yuan manteve o nível divisional nas manobras do final de 1904 com 2 divisões e a brigada Manchu, um total de 13.100 homens, um indicador-chave na qualidade das tropas, o que levou à criação de 2 divisões adicionais em 1905, para um total de 5 divisões e a brigada Manchu.  No final de 1905, Yuan mudou suas tropas da organização Beiyang para a organização Lujun, de acordo com os regulamentos militares imperiais. 

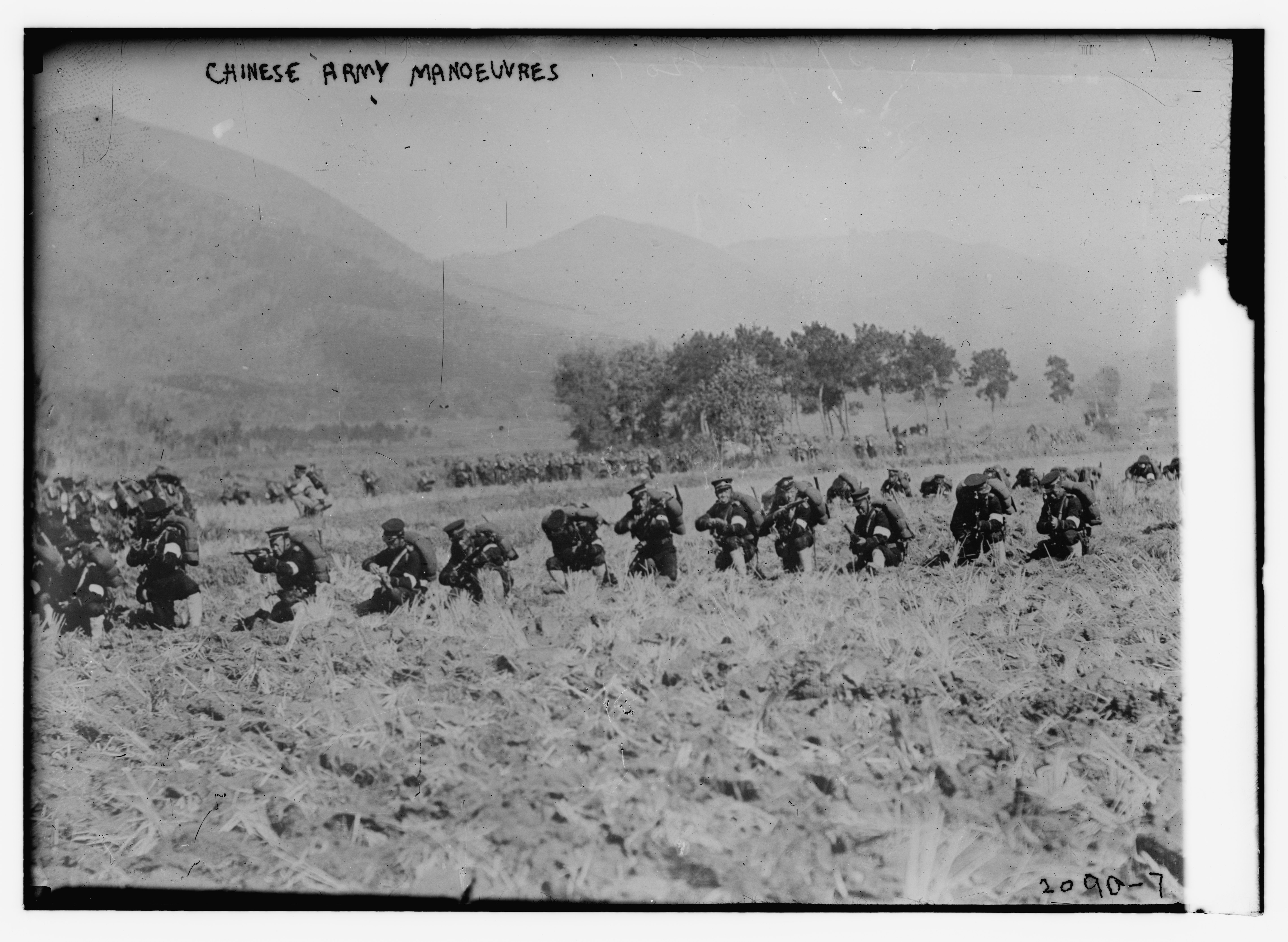
O Novo Exército participando de manobras.

##### Manobras de 1905
Em 1905, as 6 divisões ou elementos delas participaram de uma manobra de nível de corpo e jogos de guerra com 1 corpo se opondo a outro, embora os números exatos de participantes variem de 23.600 a 50.000, de acordo com os regulamentos oficiais, haveria 50.710 homens nas manobras. A imprensa os elogiou, mas os observadores militares ficaram menos impressionados e os problemas ainda eram comuns, especialmente entre os oficiais superiores, com falta de pensamento estratégico e tático em níveis superiores, enquanto os oficiais juniores tiveram melhor desempenho e a maioria dos suboficiais ainda não tinha treinamento algum. No entanto, o soldado comum recebeu mais elogios por ser bem treinado e mais parecido com um soldado respeitável e não o bandido armado e uniformizado do passado. Isso levou a um respeito crescente pelos militares entre a população em geral, com até mesmo oficiais de alto escalão como Yuan Shikai e Tieh-liang, os respectivos comandantes de corpo nas manobras, aparecendo em trajes de comandante de corpo e não em trajes civis. A infantaria foi muito elogiada, os oficiais de artilharia foram criticados, assim como a cavalaria, que foi considerada melhor utilizada como infantaria montada do que qualquer outra coisa; os engenheiros, devido à falta de treinamento, não foram utilizados, além de algumas construções de pontes; o uso de algumas linhas telegráficas e telefônicas também foi notado, assim como a utilização da ferrovia Pequim-Hankou para mover duas divisões, um grande passo à frente, já que uma grande fraqueza do exército Qing era sua incapacidade de mobilizar tropas rapidamente durante a guerra. Assim, em poucos anos, Yuan demonstrou um progresso considerável ao colocar em campo dois corpos de estilo ocidental com equipamento moderno e capacidade moderada, com um grande potencial de crescimento. 

#### Hubei
Zhang Zhidong havia reunido 11.500 tropas de novo estilo em 1904, mas estas não estavam de acordo com os regulamentos de organização ditados a ele; em vez disso, ele reuniu apenas 2 regimentos de infantaria e unidades de apoio menores divididas em 2 brigadas, embora essas tropas fossem uma mistura de homens treinados e recrutas inexperientes, elas ainda permaneciam muito superiores a todas as outras tropas no vale do rio Yangtze.  Zhang, observando a posição estratégica de Huguang, declarou que deveria ter 3 ou 4 divisões, mas isso estava além de sua capacidade financeira e, em vez disso, propôs criar 1 divisão e 1 brigada mista de força reduzida antes de uma eventual expansão para 2 divisões completas quando o financiamento estivesse disponível. Zhang, levando em consideração as numerosas colinas e cursos de água de Huguang, pretendia reduzir os não combatentes, especialmente as tropas logísticas, e substituir os canhões de campo por canhões de montanha. Isso reduziria sua divisão para 12.071 e suas brigadas para 5.180, uma redução de várias centenas de homens em cada uma e seria mais de 300.000 taéis mais barato. Isso foi aprovado pelo trono e Zhang foi autorizado a formar sua divisão menor e brigada mista.  A divisão estava pronta em abril de 1906 e a brigada mista no final do ano havia também 18.000 soldados adicionais em Hubei, sem incluir forças policiais ou milícias, um lembrete do principal problema enfrentado pelos Qing, onde o financiamento insuficiente era devido ao número de tropas antigas necessárias para manter a paz e, portanto, interromper a formação de tropas de novo estilo que eram necessárias para proteger o país. 

#### Outras províncias
Em Jiangsu, a 7ª divisão permaneceu com efetivo reduzido, com apenas uma brigada (~5.000 homens), a 9ª divisão em Nanquim tinha apenas 3 regimentos de infantaria (~4.500), a 10ª divisão em Fuzhou continha 6 batalhões de infantaria e 1 de artilharia e 2 companhias de engenharia (~5.400). A 25ª Brigada em Hunan era quase idêntica à 10ª divisão (~5.400). A 27ª brigada em Jiangsu tinha 2 regimentos de infantaria e um esquadrão de cavalaria com efetivo reduzido (~4.000), a 29ª brigada em Kaifeng continha uma mistura de tropas e, no papel, estava com força máxima (~3.000). A 31ª brigada em Anhui continha apenas 2.000 soldados de infantaria. Outras formações foram autorizadas, mas não existiam, no entanto existiam a brigada de cantão de 4.400 e 6.400 homens da Guarda que também eram considerados tropas modernas. 

### Classe de oficiais
Em 1906, o exército tinha 35 escolas com um total de 787 oficiais matriculados, 3.448 oficiais cadetes e 2.072 suboficiais, com mais 691 treinando no Japão e 15 na Europa. Além disso, como os oficiais navais eram instruídos em guerra terrestre, 350 aspirantes podiam ser adicionados ao quadro de alunos. A academia Baoding oferecia ensino veterinário, Hubei e Zhili ofereciam todo o treinamento especializado, enquanto Baoding, Chengdu e Guangzhou ofereciam treinamento médico. Um curso de treinamento geral incluía história e literatura chinesa, uma língua estrangeira (geralmente alemão ou japonês e, ocasionalmente, inglês), matemática, ciências, geografia, história geral e ciência militar. Os instrutores eram geralmente japoneses, chineses instruídos por japoneses e alemães (embora estes fossem considerados indesejáveis na Alemanha) e, portanto, seus contratos raramente eram renovados. Zhili, Anhui e Hubei produziram os melhores oficiais, embora mesmo estes permanecessem inferiores aos treinados no Japão no papel. No entanto, muitos dos oficiais ainda eram funcionários civis, oficiais idosos sem formação, oficiais do exército com o padrão verde simplesmente transferidos, oficiais navais não qualificados e estudantes civis retornados do exterior. 

## Renomeação e revolução
No parque de caça, três milhas ao sul de Pequim, está aquartelada a Sexta Divisão, que abastece a Guarda do Palácio Imperial, composta por um batalhão de infantaria e um esquadrão de cavalaria. Com esta Divisão, Yuan Shi Kai mantém vinte e seis canhões Krupp modificados, que são os melhores de seu braço de artilharia e superam quaisquer canhões possuídos pelas legações estrangeiras em Pequim.
A Divisão Manchu acompanha a Corte e é o orgulho do exército moderno.
Pela sua disposição estratégica, Yuan Shi Kai controla completamente todos os acessos à capital e detém uma força que pode utilizar para proteger a Corte de ameaças de ataque ou para esmagar o Imperador caso ele próprio deseje assumir o poder Imperial. Ao contrário das estipulações do tratado feitas na resolução do problema dos Boxers, os chineses foram autorizados a construir uma grande torre sobre o Chien Men, ou portão centro-sul, que comanda as legações estrangeiras e governa a Cidade Proibida. Na situação ameaçadora dos assuntos chineses, poderia presumir-se que esta estrutura tinha sido minada pela comunidade estrangeira, mas isso não foi feito, e se surgirem novamente problemas em Pequim, o destino das legações dependerá do sucesso do primeiro ataque. o que será necessário para tomá-lo. As legações estrangeiras estão tanto no poder das tropas de Yuan Shi Kai em 1907 como estavam à mercê da turba chinesa em 1900.
O propósito final das tropas equipadas e disciplinadas está encerrado no peito do vice-rei de Chihli. O yamen de Yuan Shi Kai em Tientsin está conectado por telégrafo e telefone com os palácios imperiais e com os vários quartéis de suas tropas. Num campo a algumas centenas de metros de distância está o longo poste de uma estação telegráfica sem fio, de onde ele pode enviar a mensagem de que qualquer dia poderá incendiar toda a China.

To-morrow in the East, Douglas Story, pp. 224-226

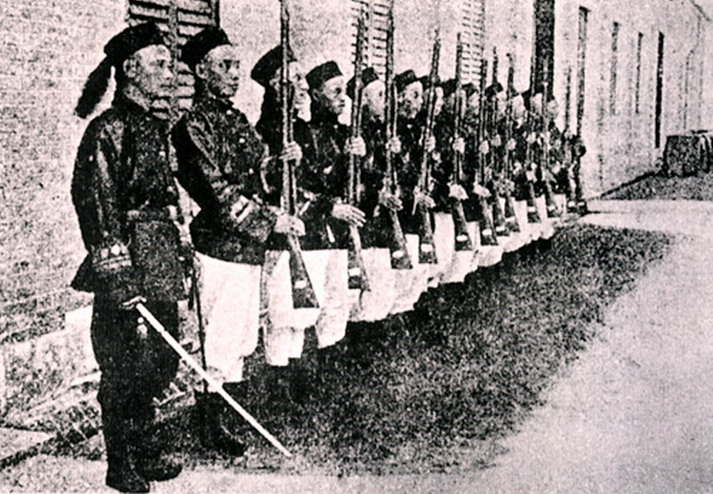
Exército de Pacificação (定武軍Dingwu jun) em 1895.

O portão Chien Men se refere ao Zhengyangmen.
O exemplo bem-sucedido do novo exército foi seguido em outras províncias. O Novo Exército de Yuan foi renomeado para Exército de Beiyang em 25 de junho de 1902, depois que Yuan foi oficialmente promovido a "Ministro de Beiyang". No final da dinastia, em 1911, a maioria das províncias havia estabelecido novos exércitos consideráveis; no entanto, o exército de Yuan ainda era o mais poderoso, composto por seis grupos e somando mais de 75.000 homens. A dinastia Qing unificou todos os exércitos da China em uma única força, o "Exército Chinês", que ainda era comumente chamado de Novo Exército. Dois terços do exército chinês eram o Exército Beiyang de Yuan.
Durante a Revolução Xinhai, a maioria das forças não pertencentes a Beiyang, bem como algumas unidades de Beiyang no Exército Chinês, se revoltaram contra os Qing. Yuan liderou o Exército Beiyang na oposição à revolução enquanto também negociava a rendição de Qing e sua ascensão à presidência da nova república.

## Política e modernização

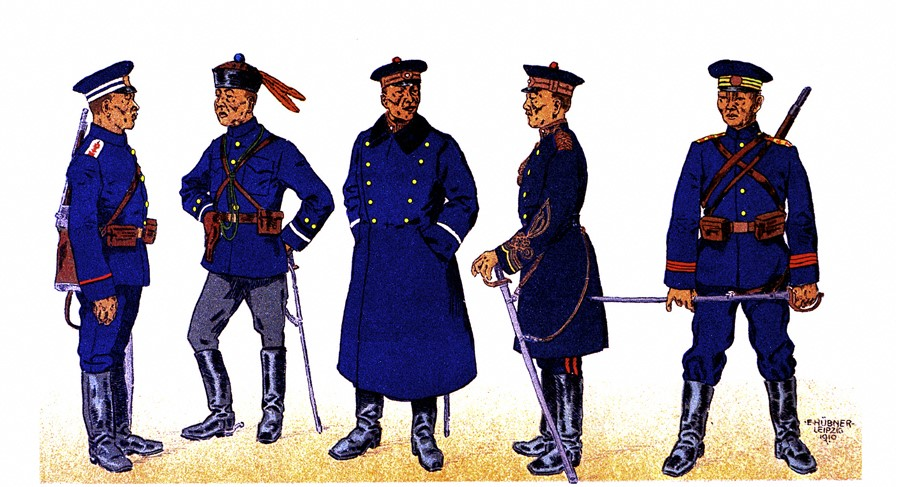
Uniformes do Novo Exército, 1910.

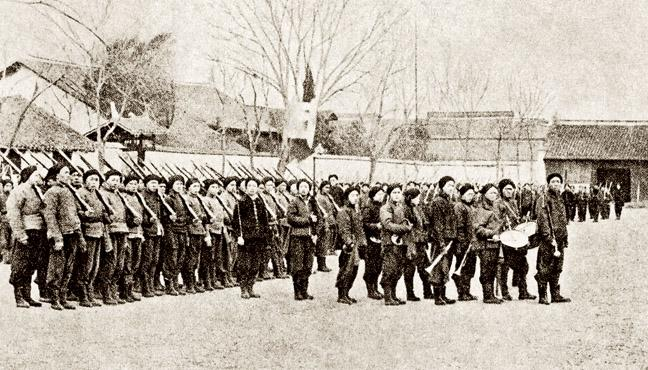
Guardas de honra e banda militar do Novo Exército de Hubei

Yuan manteve um controle rígido sobre o comando do exército após sua criação, nomeando apenas oficiais leais a ele; no entanto, após sua morte em 1916, os grupos do exército foram rapidamente fragmentados em quatro grandes forças de senhores da guerra combativos, de acordo com a localização das guarnições. Esses grupos de exércitos e generais desempenharam papéis diferentes na política da República da China até o estabelecimento da República Popular da China, após a vitória do Partido Comunista da China na Guerra Civil Chinesa.

Um dos legados mais importantes do Novo Exército foi a profissionalização das forças armadas e talvez a introdução do militarismo na China. Anteriormente, quase qualquer homem podia se alistar e os soldados eram, em sua maioria, camponeses pobres, sem terra e analfabetos. Os Novos Exércitos foram além do recrutamento personalizado e do patrocínio de Zeng Guofan e Zuo Zongtang, que tiveram sucesso nas revoltas de meados do século, mas pareciam desacreditados diante dos exércitos modernos no Japão e no Ocidente. O Novo Exército começou a selecionar voluntários e criou academias militares modernas para treinar oficiais. A modernização e profissionalização do Novo Exército impressionou muitos da classe nobre a se juntarem a ele. O jovem Chiang Kai-shek, por exemplo, frequentou brevemente a Academia Militar Baoding de Yuan, o que o influenciou na formação de sua Academia Whampoa, que treinou uma geração subsequente de soldados. Yuan e seus sucessores equipararam o domínio militar da esfera política à sobrevivência nacional. O exército político se tornaria uma força dominante na China durante grande parte do século XX. 

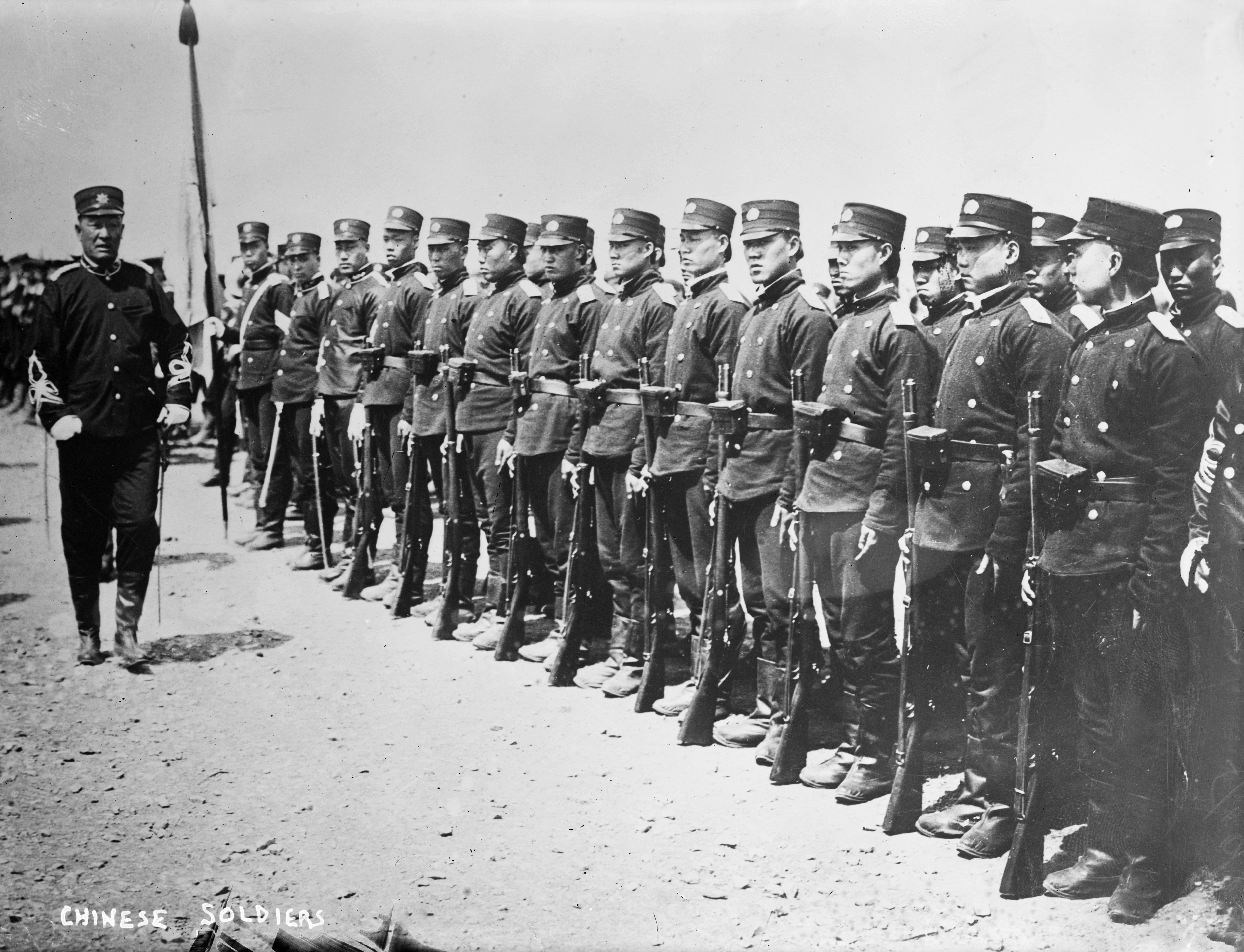
Soldados Qing de uma unidade do Novo Exército em 1905.
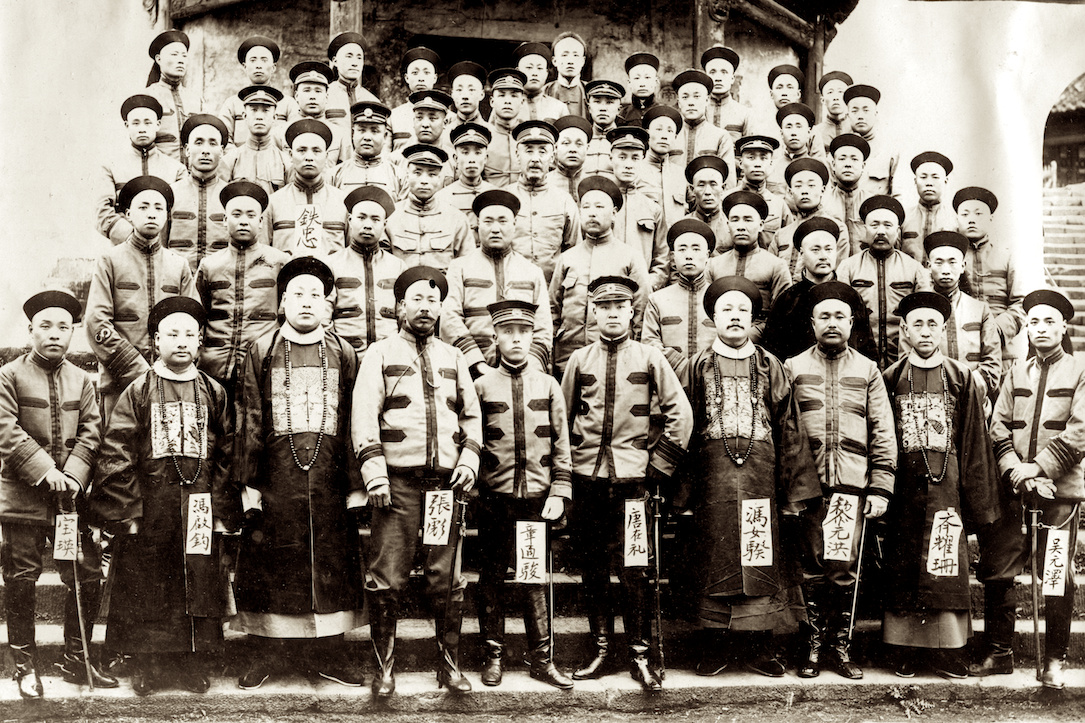
Policiais do Novo Exército em Wuchang em 1906
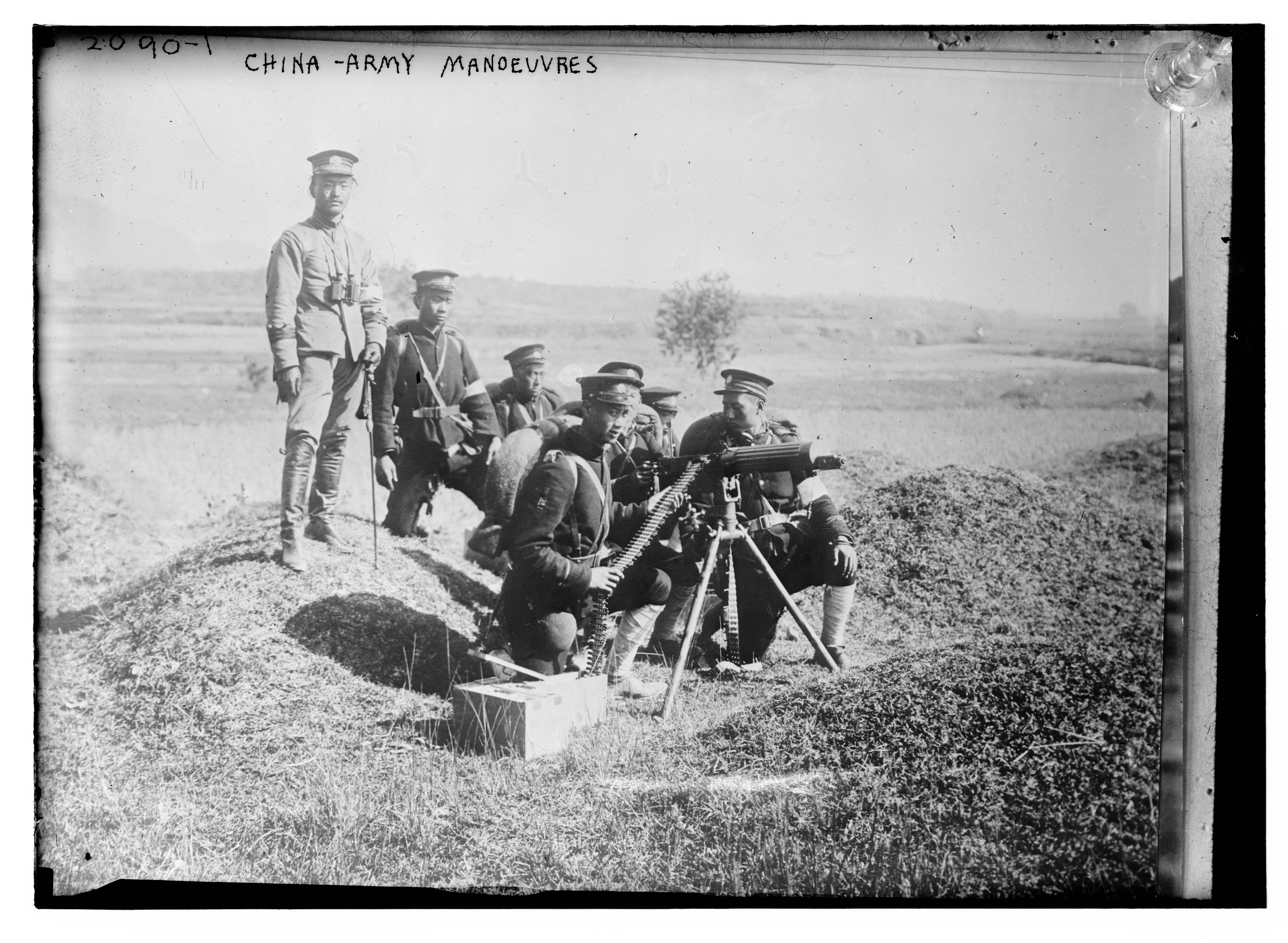
Manobras do Novo Exército Qing
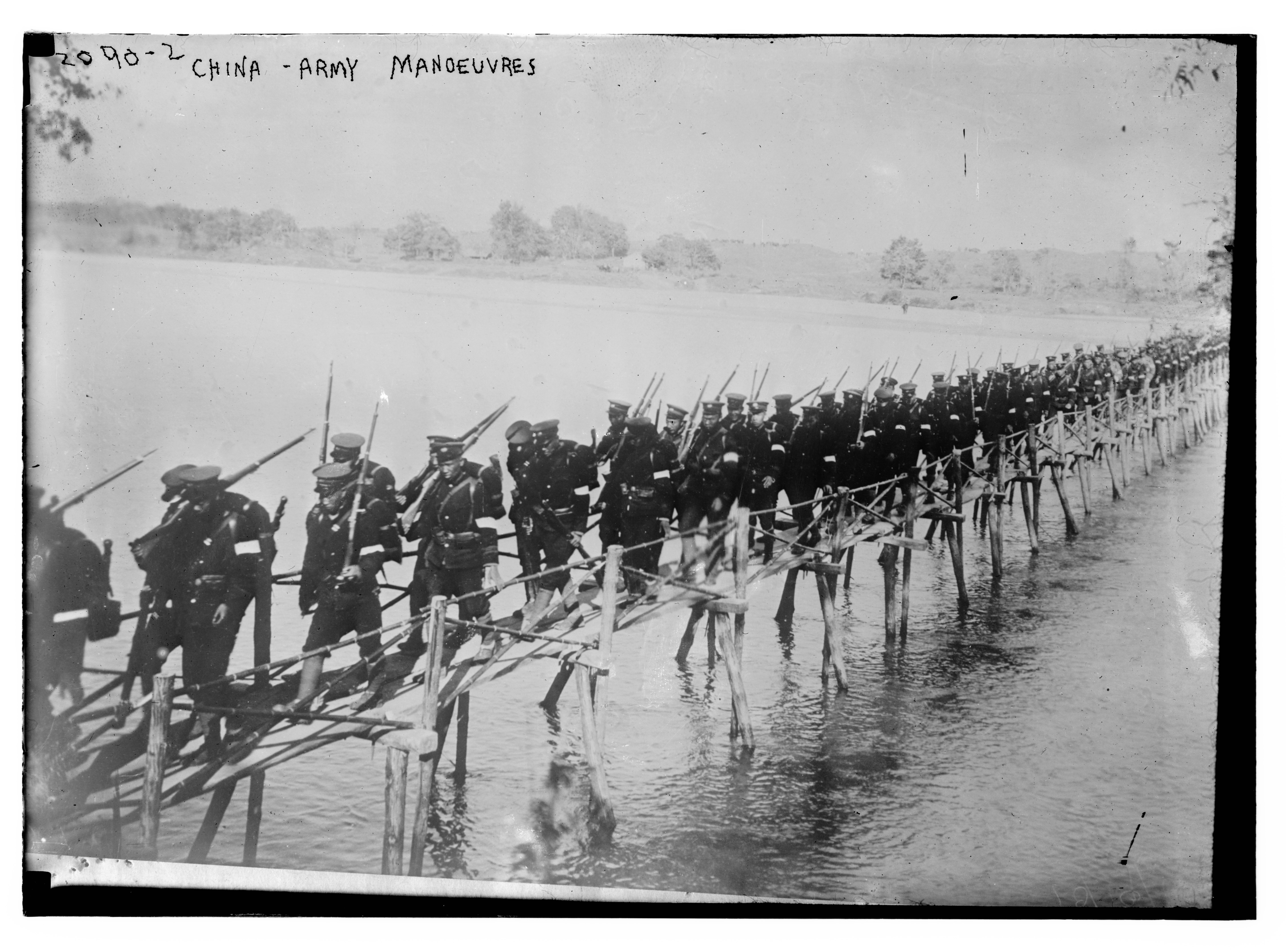
Manobras do Novo Exército Qing
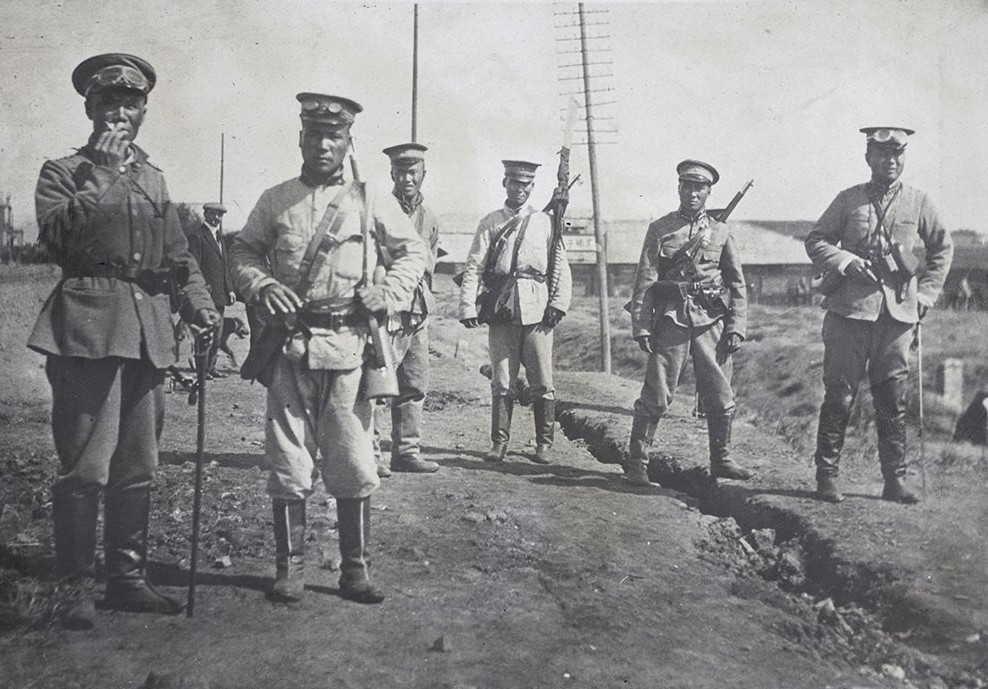
Novo Exército Qing em 1911
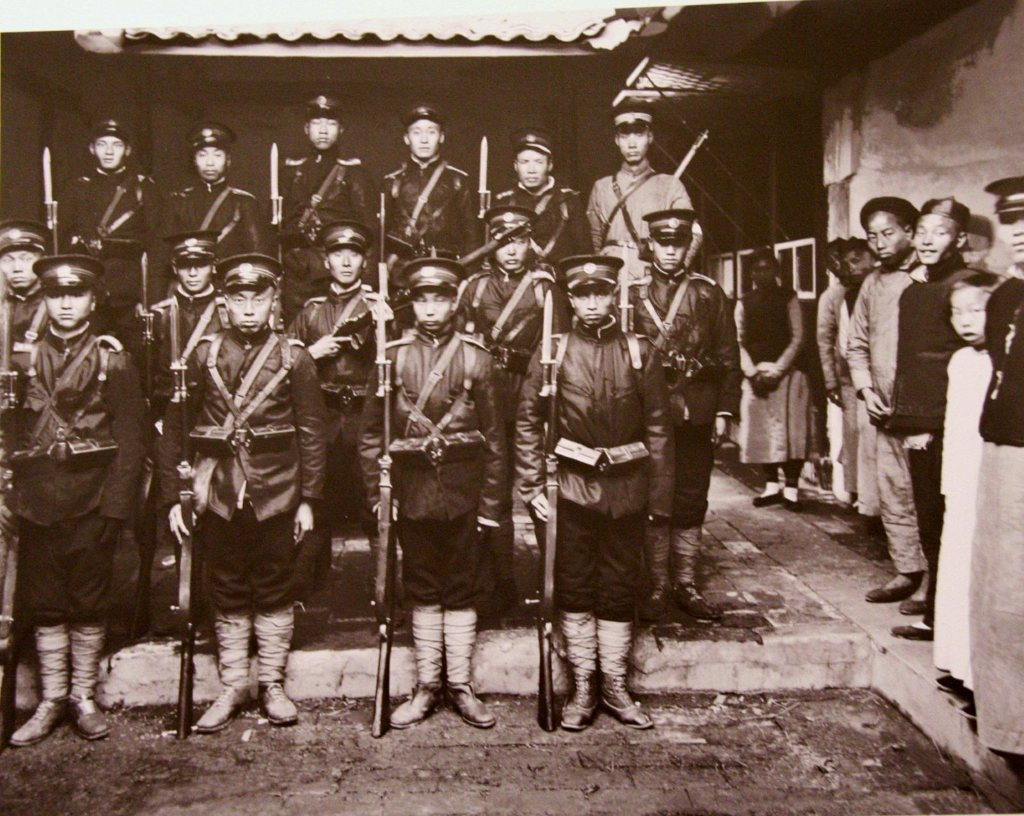
Novo Exército Qing em Chengdu em 1911
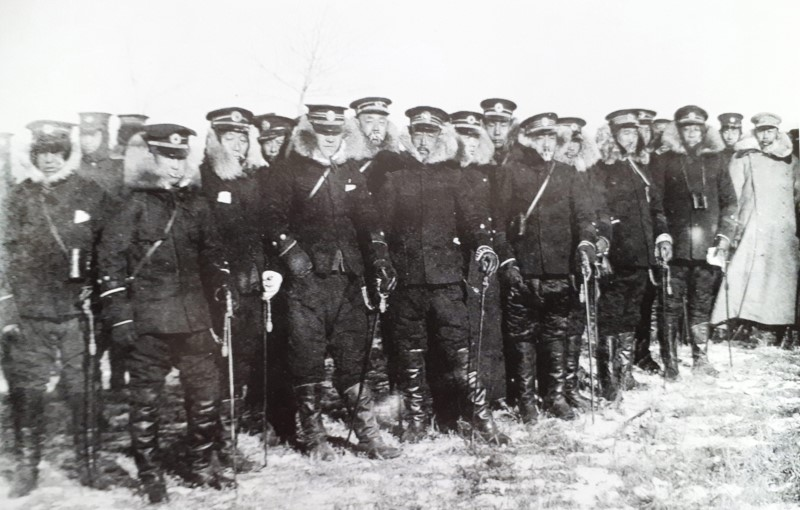
Treinamento de policiais Qing
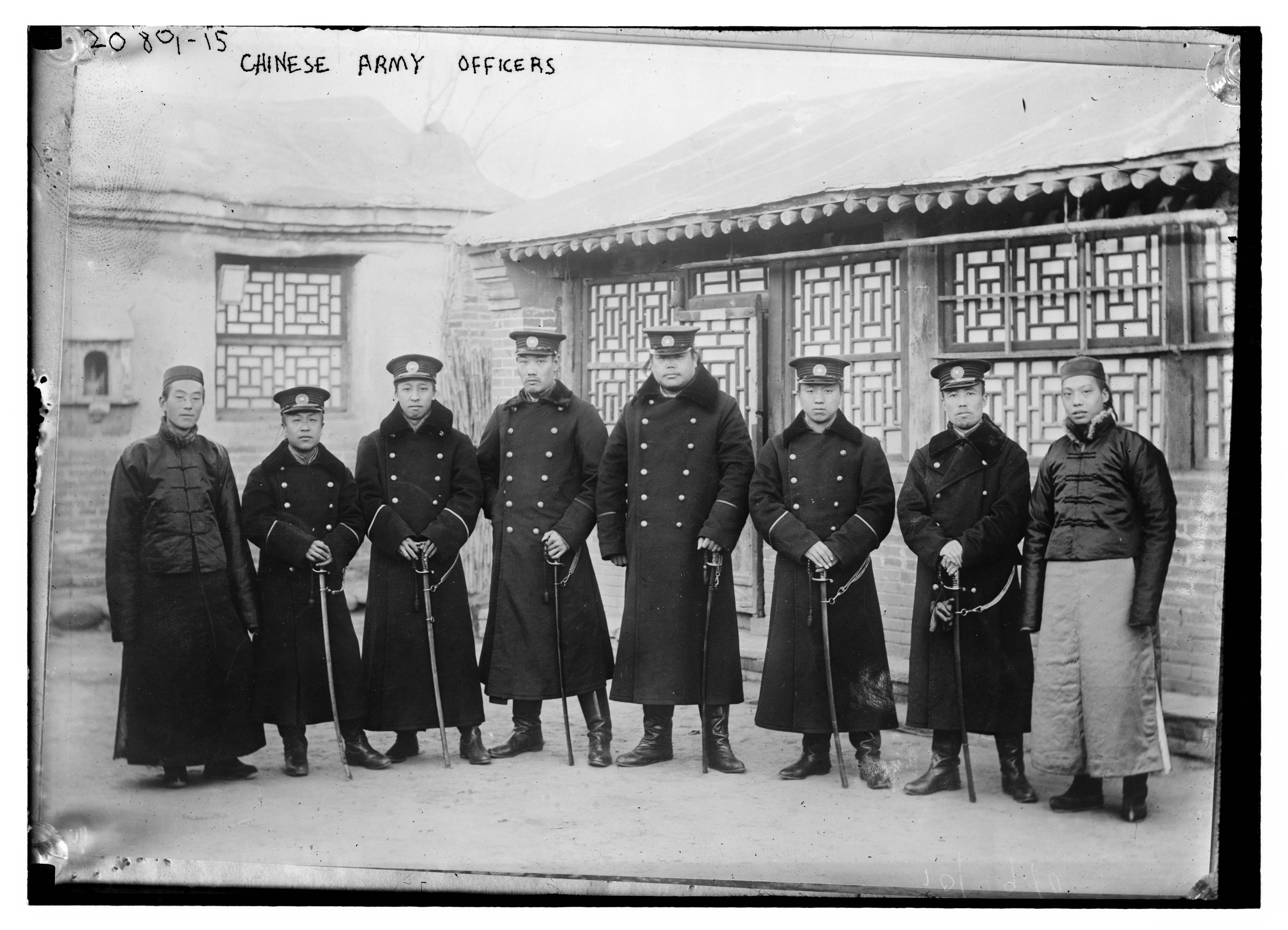
Policiais do Novo Exército
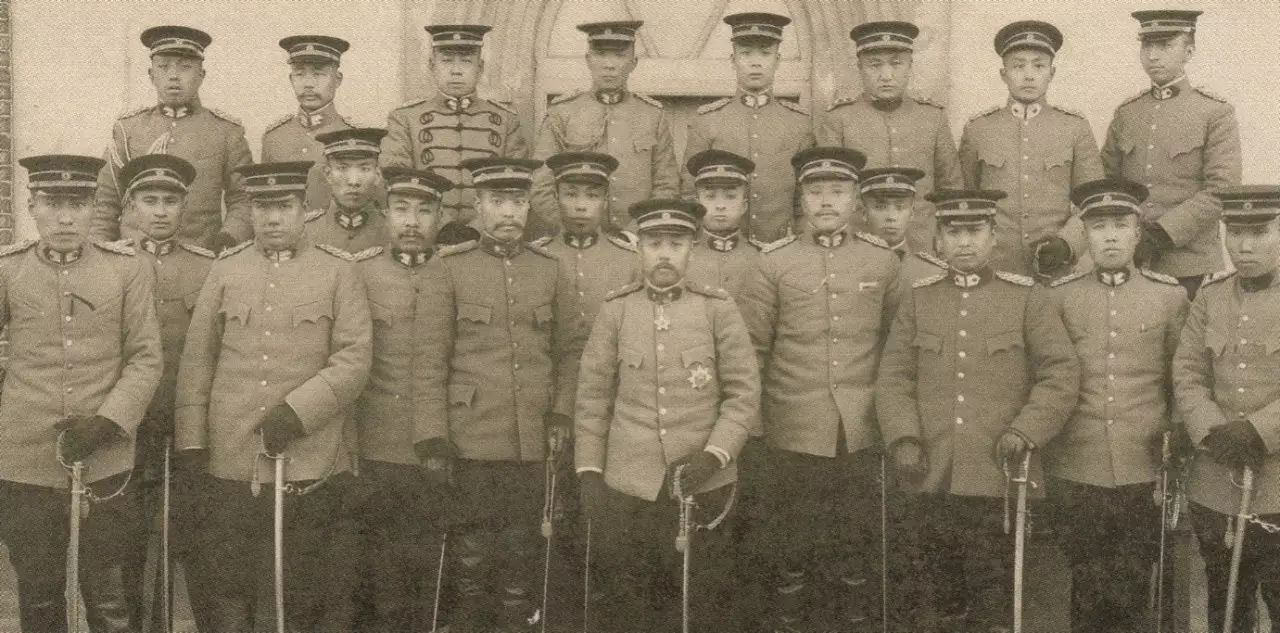
Policiais do Novo Exército
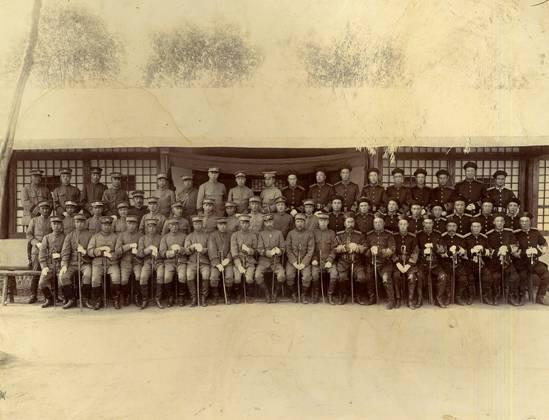
Novo Exército em 1910
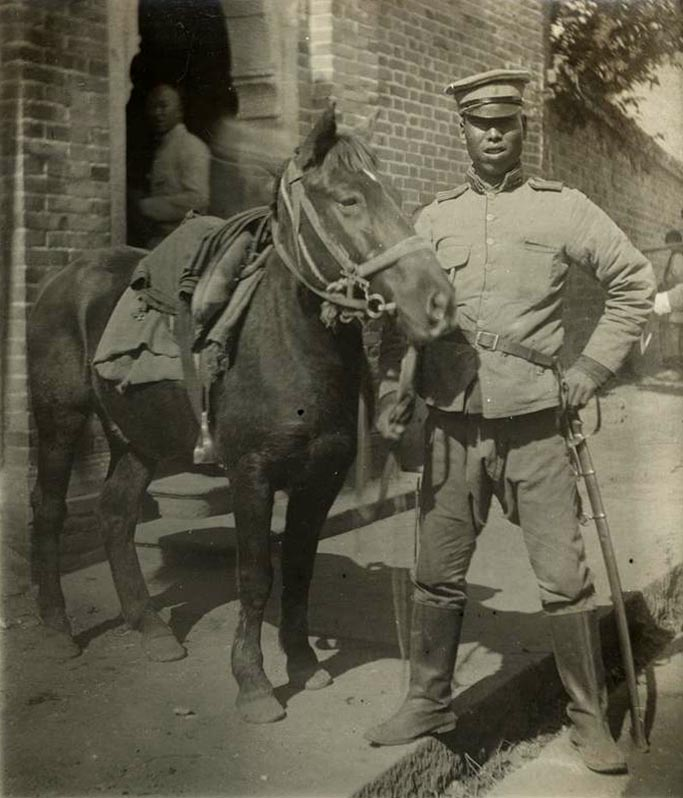
Cavalaria do Novo Exército Qing
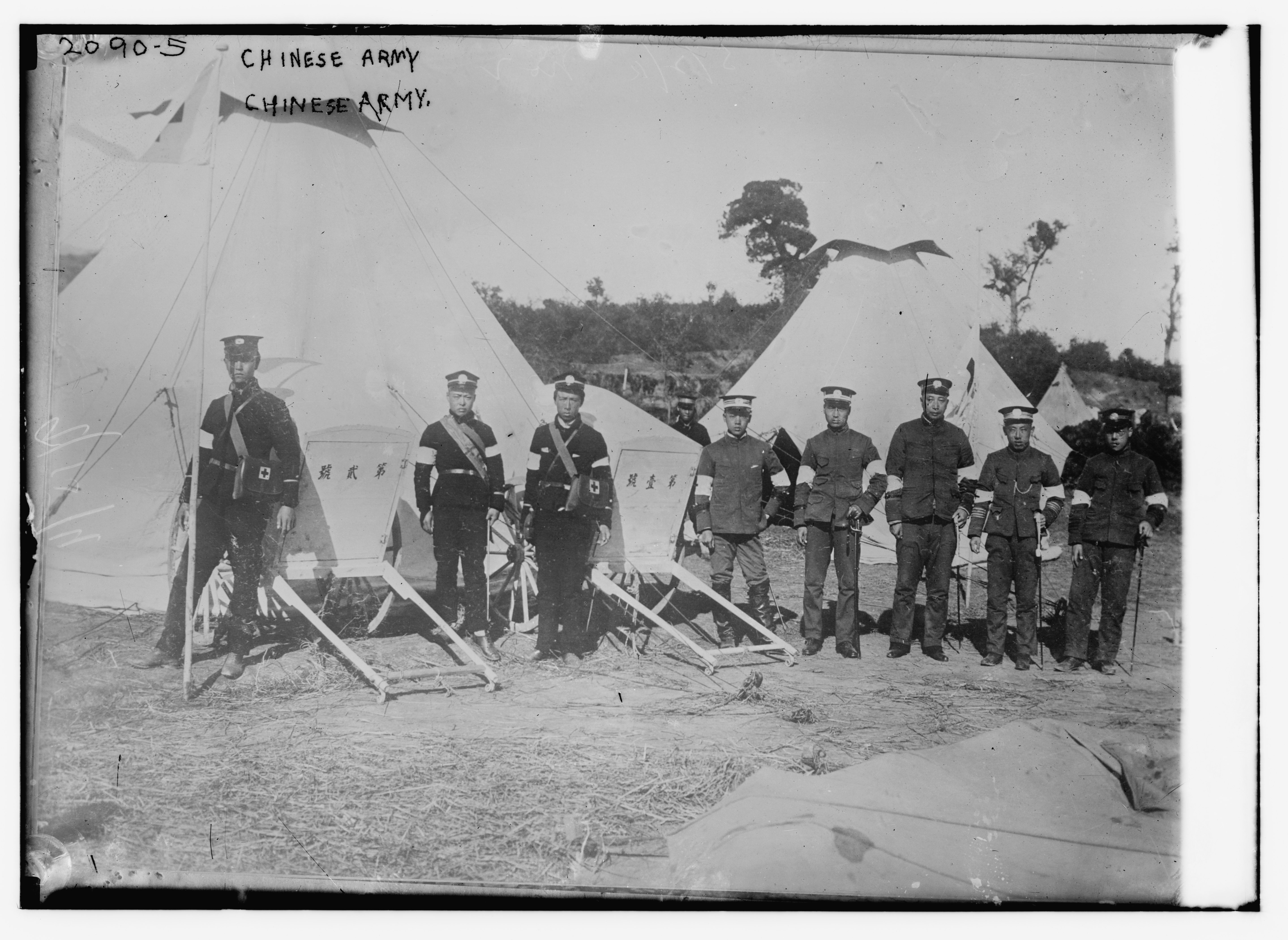
Médicos do Novo Exército Qing

## Zhang Zhidong em Liangjiang
Após o desempenho desastroso dos exércitos Qing na Primeira Guerra Sino-Japonesa, Zhang Zhidong, o então vice-rei de Liangjiang, declarou em um memorial que pretendia formar um exército de 10.000 homens treinados pelos alemães, com 8 batalhões de infantaria de 250, 2 batalhões de artilharia de 200, 2 batalhões de cavalaria de 180 e 1 batalhão de engenheiros de 100 homens, com mais homens incluindo médicos, veterinários e armeiros, mas sem equipe de apoio, como intendentes, unidades de transporte ou sinalização. 35 alemães serviriam no novo exército não como instrutores, mas como comandantes das unidades. A cada 6 meses, os oficiais alemães deveriam se revezar para um novo grupo de soldados correspondente aos números listados acima e treinar esses homens. Assim, em 2 anos, Zhang Zhidong deveria possuir 10.000 soldados alemães treinados. Foi estimado que a força de 10.000 homens custaria 440.000 taéis anualmente. O memorial foi aprovado, porém a força foi transferida para Liu Kunyi, que não elevou o exército além do seu grupo original e o aumentou para os 10.000 homens propostos, pois o trono temia oficiais provinciais comandando exércitos poderosos e queria a força sob o comando do mais conservador Liu.  

## Figuras notáveis do Exército deBeiyang

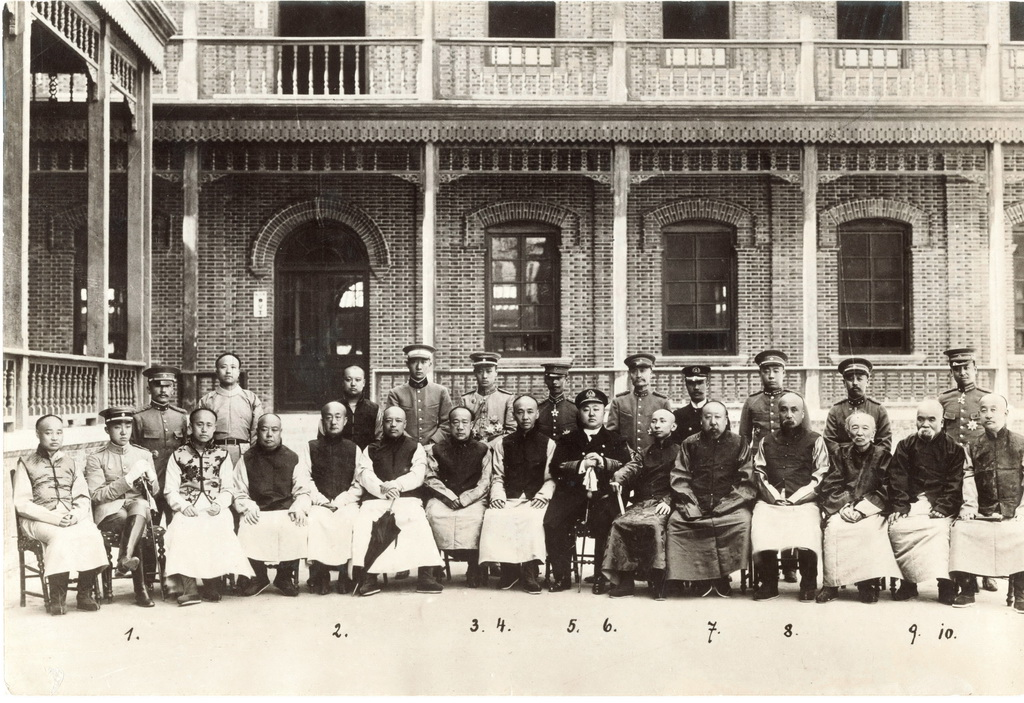
Várias figuras notáveis como Zaitao, Zaixun, Xu Shichang, Sheng Xuanhuai, Zaizhen e Yinchang

- Yuan Shikai (袁世凱)
- Duan Qirui (段祺瑞)
- Wang Yingkai (王英楷)
- Wu Peifu (吳佩孚)
- Feng Guozhang (馮國璋)
- Sun Chuanfang (孫傳芳)
- Xu Shichang (徐世昌)
- Wang Shizhen (王士珍)
- Cao Kun (曹錕)
- Zhang Xun (張勳)
- Feng Yuxiang (馮玉祥)
- Lu Yongxiang (盧永祥)
- Xu Shuzheng (徐樹錚)
- Zhang Zhizhong (張治中)
- Song Zheyuan (宋哲元)
- Tang Shengzhi (唐生智)
- Qin Dechun (秦德純)
- Qi Xieyuan (齊燮元)